# Саентология

Саентологический крест символизирует восемь стремлений к выживанию (динамик)

Саентологический символ

Саентоло́гия (также «сайентоло́гия», англ. scientology, от лат. scio — «знание» и др.-греч. λόγος — «учение») — международное движение, часто характеризуемое как новое религиозное движение гностического типа. Основано в начале 1950-х годов в США, строится на работах американского писателя-фантаста Лафайета Рональда Хаббарда (1911—1986); система верований и практик исходит из представления о том, что человек является духовным существом, живущим не одну жизнь. Количество последователей, по оценке независимых исследований и заявлениям Церкви саентологии, колеблется от десятков тысяч до 10 миллионов, среди них есть известные деятели культуры.
Среди множества новых религиозных движений, появившихся в XX веке, саентология вызывает, возможно, самую бурную полемику, становясь предметом полярных мнений среди специалистов, в судах и СМИ. Некоторые религиоведы описывают Церковь саентологии исключительно в положительном свете, другие исследователи (религиоведы, психологи, социологи, медики) — в крайне негативном свете как деструктивную. Критики — бывшие члены, представители научного сообщества, правозащитники, правоохранительные органы — обвиняют саентологию в шарлатанстве и противоправной деятельности. Также подвергается критике практика «разрыва отношений». Также известны случаи суицида, а некоторые бывшие сотрудницы сообщают, что путём шантажа их побуждали делать аборты.
В некоторых странах официально признана религией, в других — нет. Научность саентологии отрицается: ряд учёных характеризует её как псевдонауку, другие — как «научную религию» или религиозное учение, основанное на «гнозисе», духовном знании.
В саентологии два течения — Церковь саентологии и Свободная зона. Наиболее известна Церковь саентологии (ЦС), существующая с 1953 года и обладающая рядом преимущественных прав на наследие Хаббарда. Свободная зона выделилась из Церкви саентологии в результате раскола в начале 1980-х годов и не признаётся Церковью саентологии как исповедующая саентологию.
В России легально функционируют саентологические религиозные группы согласно федеральному закону «О свободе совести и религиозных объединениях», а «Саентологическая церковь Москвы» и «Церковь саентологов Санкт-Петербурга» ликвидированы по решению судов (что обжалуется в Европейском суде по правам человека). Кроме того, по решению Генеральной прокуратуры Российской Федерации признаны нежелательными на территории Российской Федерации саентологические организации Всемирный институт сайентологических предприятий (англ. World Institute of Scientology Enterprises International; WISE) и Церковь духовной технологии (CST), также использующая наименование «Библиотека Л. Рона Хаббарда» (англ. L. Ron Hubbard Library). За рубежом правовой статус Церкви саентологии различен. В ряде стран она официально признана религиозной организацией, в том числе в Австралии (с 1983 г.), в США (с 1993 г.), в Швейцарии, Италии, Швеции, Испании, Португалии, Великобритании, Мексике и других. Вместе с тем, в Бельгии, Венгрии, Германии, Греции, Израиле, Румынии и ряде других саентологические организации не имеют религиозного статуса.
Литература по саентологии очень обширна: она включает в себя 148 томов Хаббарда, а также компиляции его трудов и словари. Свободный доступ к этим материалам есть в крупных саентологических церквях и библиотеках. В России 7 саентологических наименований, включая работы Хаббарда, в 2012 году включены в Федеральный список экстремистских материалов и 29 других наименований в 2011 году исключены из этого списка.
В России и других странах происходили и происходят многочисленные судебные процессы, связанные с саентологией.

## История саентологии
Саентология была разработана Лафайетом Роном Хаббардом на основе предыдущего учения — дианетики. Хаббард, в прошлом морской офицер, писатель, член «Клуба путешественников-исследователей», в 1950 году опубликовал книгу «Дианетика: современная наука душевного здоровья» (англ. Dianetics: The Modern Science of Mental Health). В книге излагалась теория Хаббарда о причинах нерационального поведения и психосоматических заболеваний, а также предлагалась терапия (названная одитинг) для того, чтобы от этого избавиться. Эта книга стала бестселлером «Нью-Йорк таймс» и оставалась в списке бестселлеров 28 недель. Изначально дианетика задумывалась как новая психотерапия, и не предполагалось, что она заложит основание для религии.
Продолжая применять и развивать свою теорию после публикации этой книги, Хаббард постепенно пришёл к пониманию, что «я», духовная сущность человека, способна отделяться от тела и проживать жизнь за жизнью в разных телах (что сходно с идеей о реинкарнации в восточных религиях); это представление и легло в основу саентологии. Он придумал слово «саентология» в 1952 году, а в 1953—1954 годах начал основывать религиозные организации; первая Церковь саентологии была учреждена в Лос-Анджелесе в 1954 году.
В 1955 году в Вашингтоне открылась Учредительная церковь саентологии, и Хаббард стал её исполнительным директором. К этому времени Хаббард однозначно занял позицию, что созданное им учение — не светская терапия самопомощи, а религиозное консультирование. Хаббард оставался исполнительным директором Церкви саентологии до 1966 года; в 1966-м он сложил с себя эти полномочия и занялся дальнейшей разработкой саентологических принципов.
В начале 1980-х саентология была реорганизована: была создана Международная церковь саентологии, которая координирует деятельность отдельно взятых саентологических организаций и способствует всемирному расширению движения, и Центр религиозной технологии, обладающий высшим авторитетом в вопросах саентологической доктрины. Также в начале 1980-х годов от Церкви саентологии откололась группа саентологов, которая называет себя «Свободная Зона»; её члены следуют некоторым из текстов Хаббарда, но помимо этого разрабатывают собственные принципы.
Хаббард ушёл из жизни 24 января 1986 года. Саентологи считают Хаббарда исключительным человеком, у которого нет преемника как у основателя учения. Дэвид Мицкевич, помощник Хаббарда и ключевая фигура в саентологии с середины 1970-х, остался фактическим лидером после смерти Хаббарда; его официальный титул — «председатель правления Центра религиозной технологии».
В России Саентологическая церковь Москвы была зарегистрирована в январе 1994 года.

### История слова «саентология» и его значения как термина
Слово «саентология» (англ. «scientology») впервые встречается в книге Аллена Апварда (Allen Upward) (1863—1926) «Новое слово» («The New Word»), написанной в 1901 году и опубликованной в 1908 году в Лондоне, за несколько десятков лет до того, как Рон Хаббард основал саентологию как новое религиозное движение. В этой книге слово «scientology» встречается 4 раза как существительное и 1 раз как прилагательное. Некоторые оппоненты саентологии утверждают, что Хаббард позаимствовал слово оттуда, хотя не существует доказательств того, что он был знаком с этим произведением. Философские взгляды, которые Апвард формулирует в «Новом слове», не имеют ничего общего с какими-либо идеями саентологов более позднего времени.
Позднее термин «сциентология» (нем. «Scientologie») употребил в 30-х годах XX века немецкий философ Анастасиус Норденхольц (в книге «Сциентология: наука о внутренней природе и применимости знаний», или «Scientologie: Wissenschaft von der Beschaffenheit und der Tauglichkeit des Wissens»).
Джордж Малко утверждает, что в 1952 году Л. Рон Хаббард позаимствовал этот термин у Норденхольца для названия созданного им учения. Впервые это произведение Норденхольца было переведено на английский язык в 1968 году бывшим саентологом Вудвардом Р. Макфитерсом (Woodward R. McPheeters). Малко использовал перевод Макфитерса, заявляя о возможных сходствах между некоторыми идеями Хаббарда и Норденхольца. Религиовед Рой Уоллис полагает, что этот вопрос спорен: «Макфитерс был долгое время саентологом, покинувшим движение ради еретического ответвления в атмосфере взаимной вражды. Существует по крайней мере вероятность, что это могло повлиять на перевод. Независимый перевод нескольких страниц оригинала, сделанный по моему заказу, подтверждает это. Возможное сходство с формулировками Хаббарда становится намного менее очевидным». По мнению Массимо Интровинье, не существует свидетельств, что Л. Р. Хаббард был знаком с трудом Норденхольца. В своём бюллетене от 13 декабря 1955 года Хаббард писал, что читать по-немецки он не умеет.
Слово «саентология» (англ. scientology), как утверждал Хаббард, было создано им путём сращения двух слов: латинского scio, которое означает знание, и греческого logos, которое означает слово, иначе говоря, внешнюю форму, которая придаётся внутренней мысли для её выражения и сообщения, а также означает саму эту внутреннюю мысль или рассудок. Хаббард впервые использовал это слово в названии своей лекции 3 марта 1952 года.

## Течения саентологии
Последователи саентологии образуют несколько течений — самые известные из которых Церковь саентологии и Свободная Зона.

### Церковь саентологии
Церковь саентологии (ЦС) была создана в 1954 г. и на данный момент является наиболее известным течением саентологии. Она обладает определёнными преимуществами в отношении использования и распространения саентологии.
Церкви саентологии принадлежат авторские права на работы Л. Рона Хаббарда, что позволяет ей налагать ряд ограничений на использование этих работ вне пределов Церкви саентологии. По существующему законодательству РФ срок охраны имущественных авторских прав — 70 лет c момента смерти автора, то есть в случае Л. Рона Хаббарда — до 2056 года.
Кроме того, слово «саентология» и ряд других понятий саентологического учения служат товарными знаками, которые зарегистрированы по определённым классам товаров и услуг. Эти товарные знаки принадлежат Церкви саентологии, что позволяет ей ограничивать использование этих названий вне Церкви саентологии.
Организацией, владеющей товарными знаками, является Центр религиозной технологии (ЦРТ), который предоставляет материнской организации саентологов — Международной церкви саентологии (англ. Church of Scientology International — CSI) право использовать эти товарные знаки и право выдавать лицензии на их использование другим церквям саентологии. Другими организациями, которые распространяют применение относящихся к саентологии методов, являются WISE (англ. World Institute of Scientology Enterprises) и ABLE (англ. Association for Better Living and Education).

#### Членство
В саентологии нет какого-либо ритуала посвящения, прохождение которого могло бы служить признаком членства. Миллионы людей проходили саентологическую практику одитинг, и поэтому Церковь саентологии оценивает количество своих членов как 8—10 миллионов. По утверждениям Церкви саентологии, в 2017 году она имела 10 000 общин, миссий и групп в 167 странах. В 2006 году заявлялось о 3200 общин, миссий и групп в 154 странах. По данным 2002 года штат сотрудников составлял 13 тысяч человек. В 1998 году заявлялось о 125 странах.
Согласно показаниям под присягой Хебера Йенча (который был президентом Международной церкви саентологии в конце 1990-х годов), Церковь саентологии при подсчёте своих последователей учитывает общее количество людей, которые когда-либо с момента опубликования «Дианетики» в 1950 году брали в руки книгу Хаббарда или заполнили «личностный тест», или прошли курс, или как-либо ещё взаимодействовали с организацией.

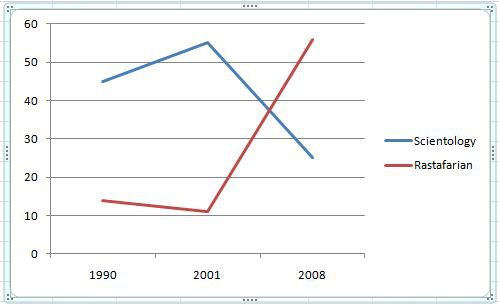
Трендовый график ARIS (1990—2008), где выявлено снижение популярности саентологии в США до 25 тыс. последователей (2008 год), где для сравнение приводится растафаринство

По более консервативным сторонним оценкам, общее количество саентологов составляет несколько сотен тысяч человек, не более миллиона. Согласно анализу опроса 54 000 американцев, проведённого Тринити-колледжем, число людей, назвавших себя саентологами в США, на 2008 год составляло 25 000, при этом c 2001 года их число сократилось более чем на 50 %. Согласно переписи населения 2014 года, в Англии и Уэльсе 2418 саентологов — чуть меньше, чем сатанистов, и намного меньше, чем количество людей, называющих себя рыцарями-джедаями (для сравнения: в тех же странах 33 миллиона христиан, 2,7 миллиона мусульман и почти 14 миллионов человек без религии). Перепись 2001 года выявила 1525 саентологов в Канаде, исследование, проведённое в 2003 году в Австралии, выявило 741 саентолога. По словам Джеффа Хокинса, отвечавшего в 1980-х годах за PR Церкви саентологии, по всему миру насчитывалось[когда?] около 40 000 членов «Международной ассоциации саентологов».

#### Организации
Каждая Церковь саентологии — независимое юридическое лицо и имеет собственных руководителей, ответственных за её деятельность и благосостояние как организационно, так и духовно. Организации Церкви саентологии имеют строго упорядоченную структуру и управляются на основе статистик. Оперативные бюджеты пересматриваются на основе результатов деятельности.

### Свободная Зона
Свободная Зона (СЗ) сформировалась в начале 1980-х годов из людей, покинувших Церковь саентологии. СЗ состоит из независимых друг от друга течений и групп с различными воззрениями — от сторонников практики саентологии в том виде, как она существовала при Роне Хаббарде, до сторонников продолжения исследований и совершенствования саентологии.
Для соблюдения авторских прав на работы Хаббарда последователи СЗ используют прижизненные экземпляры этих работ, законно изданные Церковью саентологии, опираются на законодательные возможности свободного использования произведений, а также применяют учебники, написанные последователями Хаббарда.
Для соблюдения законодательства о товарных знаках последователи СЗ не используют их для тех классов товаров и услуг, в которых эти знаки закреплены за Церковью саентологии. Вместе с тем, представители СЗ считают, что религиозная деятельность не относится к сфере действия товарных знаков.

### Саентология и знаменитости
Церковь саентологии заинтересована в том, чтобы знаменитости становились её членами, что делало бы саентологию более известной. С 1955 года существует проект по привлечению знаменитостей. Для обслуживания актёров, писателей, спортсменов, влиятельных персон и т. д. Церковь саентологии основала «центры знаменитостей», главный из которых расположен в Лос-Анджелесе, на Франклин-авеню, в бывшем отеле «Шато Элиси» (Château Élysée). Кроме международного, в мире существуют ещё семь центров знаменитостей.

## Основные идеи и принципы
В начале 1950-х годов Хаббард пришёл к убеждению, что сознание человека может существовать отдельно от тела. Он обозначил сознание, душу человека словом «тэтан» (от греческой буквы «тэта» (Θ), которую он определил как трансцендентную «жизненную силу», вдыхающую жизнь во все живые существа). В саентологии считается, что тэтан (личностная сущность человека) существовал во многих телах до нынешнего. Это можно сравнить c представлением о реинкарнации, существующим в некоторых религиях.
Хаббард предполагает, что тэтаны появились миллиарды лет назад вместе с изначальной Причиной (источником всего сущего). Взаимодействие тэтанов привело к созданию видимой нам Вселенной — материи, энергии, пространства и времени. Тэтаны, по представлению Хаббарда, изначально добрые, хорошие, гармоничные и обладают неизмеримо огромными способностями. Но со временем тэтан утратил, забыл часть своих способностей и оказался в ловушке физической вселенной (материи, энергии, пространства и времени). Этим и объясняется то, что люди иногда действуют нерационально и злонамеренно, несмотря на то, что каждый тэтан в своей основе разумный, добрый и этичный.
Вскоре после формирования Церкви саентологии Л. Рон Хаббард сформулировал её «Кредо» (символ веры), которое представляет собой декларацию убеждений саентологов о социальных проблемах, универсальных правах людей и её верованиях. В частности, там содержатся такие положения:
- Человек в основе своей хороший.
- Он стремится выживать.
- Его выживание зависит от него самого, от его ближних и от достижения им единства со вселенной.
- Дух может быть спасён, и только дух может спасти или исцелить тело.

Хаббард так определил цели саентологии: «Цивилизация без безумия, без преступности и войн; где мир может процветать и где честные люди могут иметь права, и где человек свободен подняться до бо́льших высот, — вот цели саентологии».

### Треугольник АРО
Треугольник АРО — это графическое отображение взаимосвязи между тремя понятиями (карта концептов), причём все три в совокупности образуют ещё одно понятие. Этот треугольник, по словам Хаббарда, объясняет очень многое в жизни. Его три компонента таковы: «Аффинити», то есть степень привязанности, любви или симпатии; эмоциональное состояние. «Реальность», под которой подразумевается реальность консенсуса, то есть согласие относительно того, что считается реальным. И «Общение», которое считают самым важным элементом этого треугольника, то есть обмен идеями. Саентологи верят, что когда улучшается одна из трёх составляющих треугольника, «повышается уровень» двух других составляющих; но при этом «Общение» считается самой важной составляющей, потому что именно оно управляет двумя другими — «Аффинити» и «Реальностью».
В саентологии есть и ещё один треугольник, который называется ЗОК — «Знание», «Ответственность», «Контроль». Эти три фактора взаимодействуют так же, как в треугольнике АРО. Например, повышение чувства ответственности, по представлениям саентологов, ведёт к желанию лучше знать то, за что несёшь ответственность, и к способности лучше это контролировать.
Символ саентологии состоит из буквы S (первая буква англ. Scientology — саентология, от лат. scio, что означает «знание») и треугольников АРО и ЗОК. В целом данный символ означает, что человек, который участвует в деятельности саентологической религии, может постоянно увеличивать своё знание жизни, а также чувство ответственности за неё и контроль над нею.

### Саентологический крест
В 1950-х годах Хаббард представил саентологический крест как главный символ церкви. Он объяснил, что восемь оконечностей креста символизируют «восемь динамик», или восемь степеней выживания, имеющихся у каждого человека, в том числе стремление к выживанию в качестве духовного существа, а также стремление к выживанию в качестве божественной сущности.

### Динамики
Под «динамикой» Хаббард подразумевал стремление, побуждение к выживанию; выживание он описывает как удаление от смерти и приближение к бессмертию. Выделены восемь динамик: 1-я — стремление к выживанию самого себя; 2-я — стремление к выживанию посредством секса или детей. Эта динамика в действительности состоит из двух частей. Одна часть второй динамики — это собственно половой акт, другая часть — это семья, в том числе воспитание детей; 3-я — стремление к выживанию посредством группы индивидуумов или к выживанию в качестве группы. Любую группу можно рассмотреть как часть третьей динамики. Школа, общественное объединение, спортивная команда, город, нация — всё это примеры групп; 4-я — стремление к выживанию посредством всего человечества и к выживанию как части всего человечества; 5-я — стремление к выживанию посредством форм жизни, таких как животные, птицы, насекомые, рыбы и растения, а также к выживанию в качестве этих форм жизни; 6-я — стремление к выживанию в качестве физической вселенной, которая состоит из материи, энергии, пространства и времени; 7-я — стремление к выживанию посредством духовных существ или к выживанию в качестве духа. Всё духовное, обладающее или не обладающее индивидуальным бытием, относится к седьмой динамике. К ней же относятся идеи и представления, такие как понятие о прекрасном, и желание выживать с помощью таких идей; 8-я — стремление к выживанию посредством Верховного Существа или посредством бесконечности.
Оптимальным решением любой проблемы в саентологии считается то, которое приносит наибольшее благо наибольшему числу динамик.

### Представление о Боге
В саентологии «гораздо больший акцент делается на божественной природе человека и работе человеческого разума, чем на природе Бога». Хаббард не давал чёткого определения Бога в саентологии. Говоря о вере в Бога, саентологи упоминают «восьмую динамику», которая является «динамикой Бога».
Саентологи признают существование божества, но не дают ему определения и не описывают его природу. Как объяснил Хаббард в книге «Наука выживания», «Все культуры в истории мира, за исключением полностью развращённых и угасающих, признавали существование Верховного Существа. Было сделано эмпирическое наблюдение, что люди без сильной и устойчивой веры в Верховное Существо менее способны, менее этичны и представляют меньшую ценность для себя и для общества».
Вместо того, чтобы определять, что есть Бог, саентологи утверждают, что достижение высших состояний просветления позволяет приходить к собственным выводам о Высшем Существе. В саентологии считается, что тэтан (дух) по мере подъёма осознания, сопричастности и ответственности расширяется через семь динамик по спирали, совершенствуясь нравственно и этически, и только по прохождении семи динамик достигает восьмой, где ему открывается Всевышний. Такое движение к Всевышнему можно сравнить с восьмеричным путём в буддизме.

### Космология
Космология саентологии и её представление об устройстве и сотворении мира, о бытии, вселенных, жизни и смерти изложены, прежде всего, в статье Хаббарда «Факторы» 1953 года. «Факторы» описаны автором как «итог размышлений и исследований человеческого духа и материальной вселенной».
В «Факторах» рассказывается, по сути, о том, как тэтаны оказались в ловушке физической вселенной. Этот текст использует библейскую лексику и обладает некоторым сходством с Книгой Бытия, но отличается тем, что представляет не линейный, а скорее цикличный взгляд на пространство и время, не традиционный теистический, а скорее гностический.
Немецкий религиовед Марко Френчковский видит наследие монотеизма в том, что Причина упомянута в единственном числе, а также описывает первые два положения «Факторов» как волюнтаристическое толкование Бога — не личностного Бога, как в христианстве, а скорее аристотелевского «первого движущего», самого по себе абсолютно неподвижного. Он отмечает гностическую метафизическую природу «Факторов», а также их значимость как одной из поворотных точек на пути становления саентологии как религии.

### Эсхатология
Эсхатология саентологии связана с её представлением о том, что духовная сущность человека (тэтан) возвращается после смерти, чтобы прожить новую жизнь.
В саентологии смерть не рассматривается и не пропагандируется как способ освободиться от оков тела; центральное место в вероучении занимает не смерть и не спасение после смерти, а путь к охвату всех восьми динамик и освобождению от тирании материи, он же — путь к лучшей жизни в текущем теле. Однако не рекомендуется и слишком сильно бояться смерти. Смерть — временное неприятное состояние, в котором нет ничего, к чему стоило бы стремиться.
Объяснение смерти в саентологии опирается на объяснение «частей человека»:

«Человек — дух, который, приблизительно говоря, закутан в разум, а тот, в свою очередь, находится в теле, — это и есть человек, Homo Sapiens».
Оригинальный текст (англ.)Man is a spirit which is enwrapped, more or less, in a mind which is in a body — and that is man, Homo Sapiens.

Хаббард утверждает, что применительно к частям человека смерть выглядит так: тело умирает; разум умирает частично; духовная сущность (тэтан) забывает, теряет память (нечто вроде амнезии) и отделяется от тела. Далее тэтан может взять новое тело. Если тэтан отождествляет себя с телом, то он ошибочно полагает, что в момент смерти умирает он сам. При этом «забытые» тэтаном воспоминания (в том числе память о боли, которая сопровождалась смерть) по-прежнему остаются с ним в новом теле. В ходе одитинга их можно вспомнить, и тогда они перестанут оказывать негативное воздействие на текущую жизнь.
Религиовед Мэри Фаррелл Беднаровски утверждает, что в саентологии нет представления о рае или аде. Однако религиовед Марко Френчковский приводит цитату Хаббарда, которую он называет попыткой перевести представление о Царствии небесном на язык саентологии:

«Христос … говорил, что приблизилось Царствие небесное, а его переводчики не добавили примечания, что „приблизилось“, вероятно, означает „в трёх футах позади вашей головы“».
Оригинальный текст (англ.)Christ (…) said (…) the Kingdom of Heaven was at hand, and the translators have not added that “at hand” probably meant three feet back of your head.

Как поясняет Френчковский, восхождение на небеса уподобляется экстериоризации — пребыванию тэтана вне своего тела, что является одним из основных положений саентологии; он добавляет, что ниже Хаббард указал не пытаться убедить христианских священников в этой интерпретации, а относиться к ним уважительно и не вторгаться на их территорию.
Эсхатология саентологии сформировалась в условиях Холодной войны, поэтому Хаббард утверждал, что мир находится на грани саморазрушения. Например, в лекции 1952 года, прочитанной вскоре после появления саентологии, Хаббард заметил:

«В сегодняшнем мире какая у нас драма, какой конфликт? Атомная бомба — продукт высокого уровня в плане материи, энергии, пространства и времени — в конфликте с гуманитарными науками. Поэтому любой глубоко мыслящий человек крайне обеспокоен тем, что здесь и сейчас не существует способа быстро очеловечить человека».
Оригинальный текст (англ.)And what is our present drama and conflict in this world right now? The atom bomb, which is a high level on the MEST [matter, energy, space, and time] line, coming into conflict with the humanities. So anybody who has a thought background very thoroughly is quite concerned about the fact that we have no present modus operandi in this society of humanizing Man swiftly.

Исходя из этого и подобных утверждений, в саентологии считается, что «апокалипсис», если он произойдёт, будет результатом неспособности человечества преодолеть саморазрушительные наклонности, чему способствует «реактивный ум», который подавляет рациональное мышление. В век атомной кнопки эти силы могут вызвать ядерный холокост, если их не остановить; в связи с этим представлением, как отмечает религиовед Дональд Вестбрук, почти все саентологи, которых он опрашивал, указывали на эсхатологическую срочность как личного духовного прогресса, так и необходимости «сделать как можно больше хорошего на этой планете как можно быстрее».

### Сотериология — «Мост к полной свободе»
Сотериологическая система саентологии называется «Мост к полной свободе». «Мост» служит метафорой для обозначения пути духовного совершенствования, по которому шаг за шагом уходят от страданий, тягот, неосознания к другой стороне — сознанию подлинного «Я», свободе духа от физической вселенной. Движение по «Мосту» — исключительно важное для саентологии сотериологическое действие; во многих отношениях это её суть.
«Мост» представлен в виде настенной карты, имеющейся в каждой Церкви саентологии. По центру «Моста» вертикально перечислены 52 «уровня осознания»; как писал Хаббард, «находясь на каком-то уровне осознания, человек осознаёт только то, что относится к этому уровню и ниже», а при движении вверх по «Мосту» человек начинает осознавать уровни выше. Справа от центра приводятся шаги одитинга, слева — обучения.
Движение по «Мосту» — это серия сотериологических шагов, где каждый шаг состоит из определённого типа одитинга (основной религиозной деятельности) или обучения (по сути, религиозного обучения принципам и практикам саентологии). При этом у каждого человека свой уникальный сотериологический путь, и все сессии одитинга, которые он проходит, являются эксклюзивными. Обучение в саентологии включает в себя изучение законов жизни, описанных Хаббардом, и дополняет одитинг.
В нижней части «Моста» расположены многочисленные вводные шаги: как правило, короткие семинары по дианетике, общению, мотивации и другим темам; они служат введением в сотериологическую систему саентологии.
Считается, что подъём по «Мосту», рассматриваемый как пошаговый процесс, приводит к более глубокому осознанию и пониманию, что ведёт к улучшению деятельности по всем восьми динамикам; иначе говоря, улучшается способность выживать как индивидуум, семья, группа и вид, а также выживание других форм жизни и физической вселенной — в направлении бесконечного выживания. Основное предназначение саентологических организаций — продвижение саентологов по «Мосту».
На «Мосту» есть два главных достижения: «клир» и «оперирующий тэтан».

#### Клир
«Клир» (от англ. clear — чистый) — так в саентологии называется состояние или статус человека, который освобождён от пагубных последствий череды жизней. Саентология определяет клира как «человека, который больше не имеет собственного реактивного ума и поэтому не страдает ни от каких негативных последствий, которые реактивный ум может вызвать». Избавившись от реактивного ума, можно достичь нового уровня духовного осознания. В 2018 году Церковь саентологии насчитывала почти 70 тысяч клиров.
Тех, кто движется к состоянию клир, но ещё не достиг его, называют «преклир». В саентологии от преклира ожидается поведение, которое является образцом добросовестности и этичности. Саентологам запрещено вредить психическому и физическому благополучию других людей, а также собственному духовному, моральному и физическому благополучию, — например, запрещено употребление наркотиков.
Изначально клир был конечной целью дианетики, но методы движения к этой цели менялись по мере развития саентологии. На современном «Мосту» состоянию клир предшествуют несколько подготовительных шагов. В свою очередь, состояние клир находится примерно на полпути к состоянию «Оперирующий тэтан».

#### Оперирующий тэтан (ОТ)
После того как человек стал клиром, считается, что он готов возрождать свои изначальные созидательные способности как тэтан. Этот второй, самый высокий уровень духовного развития в саентологии называется уровень «Оперирующего тэтана» (сокращённо ОТ). Саентологи верят, что состояние «Оперирующего тэтана» — это восстановленное исходное, естественное состояние духовного существа. В таком состоянии можно мыслить и действовать рационально и быть «причиной» событий и отношений в своей повседневной жизни.
«Оперирующий тэтан» описывается как «духовное существо, являющееся причиной над жизнью, мыслью, материей, энергией, пространством и временем». Также его описывают как «индивидуума, который может действовать совершенно независимо от своего тела, имея или не имея тело».
Есть 15 ступеней «Оперирующего тэтана», из них на 2017 год доступны первые 8. Уровни ОТ — это воплощение саентологической идеи спасения как бесконечного выживания, или просто бесконечности, и полного раскрытия потенциала личности.

#### История «Моста»
Мост как символ движения от плохого состояния к хорошему впервые был упомянут в книге «Дианетика: современная наука душевного здоровья» в 1950 году. В конце 1952 года зародился иерархический и более ответственный сотериологический подход. В 1965 году Хаббард впервые представил «Мост» в виде карты или таблицы, полное название которой — «Таблица уровней и сертификатов классов, ступеней и осознания» (Classification, Gradation and Awareness Chart of Levels and Certificates). Основная теория «Моста» осталась неизменной с 1960-х годов.

#### Аналоги «Моста» в других религиях
Религиовед Дональд Вестбрук уподобляет идею ступеней Моста гностической, эзотерической и буддистской сотериологии. Он же уподобляет Хаббарда одному из бодхисаттв, который зовёт других пройти по духовному пути следом за ним.
Религиовед Джеймс Льюис уподобляет древнему гностицизму саентологические представления о людях как о духах, попавших в ловушку физической вселенной. Конечная сотериологическая цель — состояние полной свободы, в котором дух становится причиной над физической вселенной. В отличие от гностицизма, достижение такого состояния полной свободы в саентологии не требует дистанцироваться от повседневной жизни, а наоборот, чем более духовно свободен человек, тем более успешен он будет в жизни.
Религиовед Хью Урбан сравнивал буддийскую цель — достичь просветления — с целью достичь состояния клир, предложенной дианетикой и саентологией; разница в том, что в буддизме эта цель была доступна немногим самым усердным монахам, а согласно Хаббарду доступна для всех.

### Этика
Саентологическая этика направлена на поиск «оптимального решения» любой проблемы, основанного на принципе «наибольшее благо для наибольшего числа динамик». Благом считается то, что способствует выживанию по максимальному числу динамик, а злом — то, что противодействует выживанию; в целом этические стандарты саентологии подобны стандартам основных мировых религий, таким как десять заповедей.
Этика в саентологии нужна для того, чтобы сделать возможным духовный прогресс по «Мосту к полной свободе»: считается, что неэтичный, аморальный человек не сможет по нему подняться. В саентологии утверждается, что «принципы этики в первую очередь направлены на то, чтобы сделать одитинг и обучение честными и безупречными».

### «Чистое тело, ясный ум»
В своей книге «Чистое тело, ясный ум» Хаббард заявил, что в течение жизни в организме человека накапливаются вредные химические вещества, которые могут не позволить получать дальнейший духовный прогресс. В их число он включал наркотики, медикаменты, пестициды, красители, консерванты и другие химические вещества. Хаббард предложил свою процедуру детоксикации организма, названную им программой «Очищения». Она проводится интенсивно около трёх-четырёх недель и включает в себя бег, приём биологически активных добавок и длительное нахождение в сауне. Особенностью данной программы является приём ниацина, который, по мнению Хаббарда, способен выводить из клеток и тканей тела отложения токсинов и наркотиков, а также устранять последствия прошлых солнечных ожогов и радиационного облучения. Последователи саентологии проникнуты убеждением, что программа «Очищения» является самой эффективной программой детоксикации организма. Программа является одной из вводных услуг в саентологии. Кроме того, под названием «детоксикация» программа применяется саентологическими организациями Нарконон и Криминон для реабилитации людей с наркотическим или преступным прошлым.

## Классификация саентологии
Научные исследования Церкви саентологии начались в 1970-х годах и значительно расширились ко второму десятилетию XXI века.
Саентологию нелегко классифицировать. Она уходит корнями не только в религию, но и в науку, психологию, философию. Это, а также неопределённость самого понятия «религия», породило различные точки зрения на то, как классифицировать саентологию; в частности, учёные обсуждали, обоснованно ли называть её религией. Многие учёные пришли к выводу, что саентология — это религия, так как она удовлетворяет академическим критериям для признания её религией.
Одним из первых эту точку зрения выразил Рой Уоллис, автор подробного академического исследования саентологии «Путь к полной свободе: социологический анализ саентологии» (1976):

«Хотя на первый взгляд может показаться, что саентология кардинально отличается от западной религиозной традиции, её характерные черты, кратко изложенные выше и подробно описанные в предыдущих главах, на самом деле определяют её как логический результат и продолжение определённых центральных черт этой традиции. … Церковь саентологии — новая религия».
Оригинальный текст (англ.)„While Scientology may, at first glance, appear to mark a radical discontinuity with the Western religious tradition, the characteristics summarized above and described in detail in earlier chapters, identify it, in fact, as a logical outcome and extension of certain central features of that tradition. The church is ... a new religion.“

Ниже рассматриваются самые распространённые точки зрения на классификацию саентологии.

### Саентология как религия
Ответ на вопрос о том, является ли саентология религией, не является однозначным прежде всего потому, что современное религиоведение насчитывает десятки определений религии. В частности, ряд определений рассматривают как эталон авраамические религии, и с точки зрения этих определений саентология религией не является; однако существуют и такие определения, по которым саентология является религией. Религиовед Хью Урбан пишет, что «усилия саентологии добиться, чтобы её определяли как религию, делают её идеальным примером для изучения того, как мы понимаем религию и какое даём ей определение». Описывая доступные научные труды по саентологии, социологи религии Дэвид Бромли и Дуглас Коуэн отметили в 2006 году, что «большинство учёных пришли к выводу, что саентология относится к категории религий с академической точки зрения, и некоторые из них на этом основании защищали Церковь саентологии в судебных и политических спорах».
Некоторыми российскими учёными и должностными лицами, занимающимися религиозными вопросами, саентология также длительное время признавалась религией. В частности, в справочнике «Религиозные объединения Российской Федерации» говорится: «Источниками вероучения являются работы основателя Церкви Л. Рона Хаббарда. Основным родом деятельности саентологических церквей и миссий, к которому относится и их культовая практика, является обучение саентологов и проведение одитинга (процедура общения, имеющая в саентологической Церкви статус религиозного обряда). В Церкви проходят воскресные службы, свадьбы, похороны, крещения и другие религиозные службы». Аналогичная позиция была высказана в справочниках «Новые религиозные культы, движения и организации в России» и «Религиозные объединения Московской области». Саентологическая церковь была отнесена к религиозным организациям, одитинг — к основным саентологическим таинствам, а источником финансового благополучия церкви указывалась плата за услуги, предоставляемые прихожанам. Даже те учёные, которые весьма критически относились к доктрине и практике новых религиозных движений (в том числе саентологии) отмечали, что «в целом установку на абсолютное неприятие новых религий можно рассматривать как вполне определённую церковно-догматическую, националистическую (шовинистическую) и политическую (монархическую) доктрину консервативной (точнее, реставрационной) направленности».
Религиовед и социолог религии Л. С. Астахова пришла к выводу, что деятельность Церкви саентологии является социальной, а не религиозной, поскольку не нашла в её деятельности «направленности и ориентации на Божественное как объект, выполняющий функции Значимого Другого».
Религиовед и философ Д. Н. Воропаев в Большой российской энциклопедии определяет саентологию как «одно из новых религиозных движений», в основе которого «соединение идей буддизма, индуизма, христианства и др. религий с популярным в США психоанализом».
Религиовед И. Я. Кантеров относит саентологию к категории «новое религиозное движение», добавляя, что «многие авторитетные отечественные и зарубежные религиоведы, социологи и историки религии относят саентологию именно к такой категории религии».
Религиовед Эмили Сьюзанн Кларк в «Оксфордской исследовательской энциклопедии религии» относит саентологию к категории «альтернативных религиозных движений».
Религиовед Джон Гордон Мелтон в «Энциклопедии религии» пишет, что саентология похожа на западное эзотерическо-гностическое учение. А в «Британской энциклопедии» характеризует её как «международное движение, … религиозный подход к состоянию человека».
Религиовед С. П. Преториус, отметив, что приверженцы саентологии заявляют, что «саентология — это религия в самом традиционном смысле» (англ. Scientology is a religion in the most traditional sense), определяя её как «прикладную религиозную философию», предмет которой «изучение человеческого духа и работа с ним в его взаимоотношениях с самим собой, вселенными и другой жизнью», и считая себя самым быстрорастущим религиозным движением в мире, в свою очередь указал на то, что доктрина саентологии впитала в себя некоторые стороны ведийского учения, буддизма, иудаизма, гностицизма, даосизма, учений древнегреческих мыслителей, а также элементы христианства, философии Фридриха Ницше и психоанализа Зигмунда Фрейда. Касаясь вопроса сходства и различия саентологии и христианства, он отмечает, что в саентологии относительно немного упоминаний Иисуса Христа и нет чёткой классификации Бога. Последователям саентологии не навязывается никакая определённая догма о Боге; о Боге говорится как о «восьмой динамике» и бесконечности, охватывающей «всеобщность всего». Учёный показывает, что многие представления саентологии близки к таковым у восточных религий, таких как индуизм, даосизм и буддизм, но не имеют никакого сходства с христианством. Однако, несмотря на все различия, между убеждениями о «спасении» в христианстве и в саентологии есть одна общая черта: обе религии ориентированы на освобождение человеческой души от оков. Саентология стремится к этой цели посредством практических занятий и восстановления природной силы тэтана, тогда как христианство ориентировано на то, чтобы приводить людей к пониманию, что они грешны и что спасение может быть достигнуто только через принятие Христа как спасителя. Первый вариант можно назвать спасением благодаря собственным усилиям, а второй — спасением благодаря божественному вмешательству.
Религиовед и писатель Грегори Рийс относит саентологию к УФО-группам в связи с её учением о «космической опере», при этом отмечая, что она уникальна в УФО-культуре и её трудно отнести к какой-либо одной категории.
Историк Мюррэй Рубинштейн в статье «Британской энциклопедии» о новых религиозных движениях относит саентологию к подтипу «научных НРД» вместе с УФО-группами, указывая, что она и подобные ей группы «формулируют духовные учения и мифологию на языке современной психологии».
Социолог Рой Уоллис относит саентологию к новым религиозным движениям, а точнее, к их разновидности «мироутверждающих» (англ. world-affirming): это те движения, которые предлагают верования и практики для достижения успеха в обществе как оно есть. Он отмечает, что теория и практика саентологии направлены на реализацию скрытого потенциала. Также он проводит некоторые параллели между саентологией и более ранним религиозным движением — Христианской наукой.
Религиоведы Н. А. Трофимчук и М. П. Свищев отмечают, что «некоторые исследователи указывают на близость к сатанизму основных положений, символики саентологов».
Религиовед Фрэнк К. Флинн в статье в Washington Post утверждает, что религия обладает следующими отличительными чертами: «вера в нечто трансцендентальное или фундаментальное; практики (ритуалы и кодексы поведения), которые укрепляют эту веру; и сообщество, которое опирается на эти верования и практики», и далее утверждает, что всё это есть в саентологии, поскольку там есть «система верований в то, что люди — бессмертные „тэтаны“ с вечной судьбой в Бесконечности; религиозные практики, в ходе которых тэтанов освобождают от „инграмм“ (что более или менее соответствует иудаистскому и христианскому представлению о „грехе“); и есть сообщество по всему миру с центром в Лос-Анджелесе». Он уподобляет верования саентологов верованиям ранних христианских гностиков, которые искали путь к спасению в тайном знании о себе как о духе.
Религиовед, историк религии Роберт Эллвуд уподобляет саентологическое представление о Вселенной «древним гностическим мифам, в которых существа божественного происхождения оказываются в ловушке материального мира, теряют знание об своём истинном первоисточнике, природе и судьбе и нуждаются в освободительном гнозисе для возвращения к своей судьбе».
Заместитель председателя Отдела внешних церковных связей Московского патриархата протоиерей Всеволод Чаплин и ряд официальных представителей других традиционных российских религий не признают саентологию полноценной религией.
Российский религиовед и культуролог Н. В. Шабуров считает, что наиболее правильным будет отнести саентологию к мистическим движениям и течениям, объединённым общим понятием Нью-Эйдж (New Age), которые возникли во второй половине XX века. Также он считает, что «Конечно, саентология — это, если угодно, нечто пограничное, стоящее на границе религии, психотерапии и некоего оккультного псевдознания».
Религиовед Е. С. Элбакян находит, что «в саентологии имеются все признаки религии», главным из которых является «наличие веры в реальное существование сверхъестественного начала»; в саентологии это выражается в «вере в то, что мир создан Высшим началом, что человеческой душе после смерти тела свойственен сверхъестественный переход в новое тело и т. д.». Кроме того считает, что «в плане типологии саентология может быть отнесена к типу новых религиозных движений (подтип — синкретические религии) в отличие от первобытных религиозных верований, народностно-национальных (или этнолокальных) и мировых (буддизм, христианство, ислам) религий. При оценке по другому основанию — к типу нетеистических и гностических религий, в отличие от теистических и мистических религий».
Религиовед Д. Вестбрук в 2018 году также заключил, что саентологи считают конечной целью «духовное пробуждение и прогресс», а не проверку путём рецензирования (как перед публикацией в научном журнале).
Саентологию описывают как религию (новую религию) многие социологи, религиоведы, историки, в частности, в таких изданиях, как «Британская энциклопедия» (историк Мюррэй Рубинштейн), «Кембриджский справочник по новым религиозным движениям» (историк религии Олаф Хаммер и религиовед и историк религии Микаэль Ротштейн), «Оксфордская энциклопедия американской социальной истории», «Оксфордская мировая энциклопедия», «The Canadian Encyclopedia» (религиовед Ирвинг Хексам и историки и антропологи Карла Поув и Джоан Таунсенд), «Энциклопедия социологии религии» (социолог и религиовед Айлин Баркер), «Социология религии: современные достижения» (социологи Кевин Кристиано, Уильям Сватос и Питер Кивисто), «Блэквеллский справочник по социологии религии» (социолог Бернис Мартин), «Энциклопедия религии и общества» (социолог Джеймс Ричардсон), «Справочник социологии религии» (социолог и религиовед Дуглас Коуэн), «Словарь истории Америки», «Энциклопедия религии в Америке», «Энциклопедия всемирной религии» (религиовед и историк религии Роберт Эллвуд), «Энциклопедия религии и природы» (социолог Уильям Симс Бейнбридж), «Энциклопедия религиозных противоречий в США» (религиовед Линн Нил), «Новые религии в глобальной перспективе: религиозные перемены в современном мире» (религиовед Питер Кларк), «Мировые религии в Америке» (религиовед Делл Дешант и религиовед и социолог Дэнни Йоргенсен), «Книга религий всего мира» (философ Кеннет Шоулер), «Исторический атлас религии в Америке» (историк Брет Кэрролл), «Энциклопедия социологии» (социолог Джефри Хэдден), «Оксфордский справочник по социологии религии» (социолог Гэри Д. Боума), «Руководство по социологии религии» (социолог религии Питер Бейер), «Введение в новые и альтернативные религии в Америке» (историк религии Тимоти Миллер, религиовед Джеффри Каплан), «Опыт новых религиозных движений в Америке» (религиовед Юджин Галлахер), «Исторический словарь новых религиозных движений» (религиовед Джордж Крайссайдс), «Религии мира: полная энциклопедия верований и практик» (религиоведы Дорте Рефслунд Кристенсен, Джеймс А. Беверли), «Новые религиозные движения: путеводитель для недоумевающих» (философ, педагог Пол Оливер), «Религия и американская культура: энциклопедия традиций, разнообразия и популярных форм самовыражения» (историк религии Гари Ладерман и религиовед Луис Леон), «Руководство по новым религиозным движениям» (социолог Роналд М. Энрот), «Противоречивые новые религии» (религиовед Эллеса Кьерсти), «Философские исследования новых и альтернативных религиозных движений» (теолог и философ Брайан Д. Смит), «Вдохновение и инновации: религия на американском Западе» (историк Тодд М. Керштеттер), «Религии Канады: историческое введение» (религиовед Роберт Шокетт), «Блумсберийский справочник по новым религиозным движениям» (профессор права Энтони Брэдни, религиовед Алекс Норман), «Оксфордский справочник по новым религиозным движениям» (историк религии Микаэль Ротштейн), «Социологический словарь» (социолог Гордон Маршалл), «Социология религии для поколений X и Y» (социолог Адам Поссамай), «Американская энциклопедия».

#### Наличие религиозного статуса по странам
Саентологи действуют в более чем 150 странах, в некоторых из них саентологические группы и организации зарегистрированы как религиозные, в некоторых — как общественные организации. Правовой статус Церкви саентологии в разных странах различен и основывается на решениях судебных и налоговых органов.
В 1983 году саентология была признана религией в Австралии; в 1993 году Служба внутренних доходов США признала, что Церковь саентологии «управляется исключительно в религиозных и благотворительных целях»; в 1995 году саентология была признана религией в Швейцарии; в 1997 году Верховный суд Италии постановил, что саентология в полной мере является религией, нацеленной на «освобождение человеческой души путём познания божественной сущности каждого человека»; в 2000 году саентология была признана религией в Швеции; в 2003 году — на Тайване; в 2007 году — в Испании, Португалии и ЮАР; в 2008 году — в Новой Зеландии; в 2013 году — в Великобритании; в 2017 году — в Колумбии и Мексике. В этих странах саентологи имеют право на ту же защиту, что и представители других религий. Этой защитой они регулярно пользуются. Также саентология признана религией в некоторых других странах.
Вместе с тем, в Германии организации Церкви саентологии не имеют налоговых льгот; в Греции они функционируют как некоммерческие организации. Во Франции отсутствует система государственного признания религиозных объединений, саентологические организации зарегистрированы как общественные организации согласно закону об ассоциациях 1901 года. В 2012 году в Казахстане Церковь саентологии была лишена статуса религиозной организации. В Бельгии признано только шесть религий; в отношении саентологии несколько лет велось уголовное преследование, однако в 2016 году оно было прекращено как необоснованное. Церкви саентологии нет в списке официально признанных религий в Венгрии, Израиле, Румынии и ряде других стран (в частности, Ирландия, Люксембург). В Канаде саентология признана некоммерческим религиозным объединением, и саентологические священники имеют право заключать браки, а саентологи, работающие в госучреждениях, имеют право на выходные в дни саентологических праздников. Однако в законодательстве Канады нет чёткого определения религии.
В России саентологические религиозные объединения легально функционируют в рамках Федерального закона «О свободе совести и религиозных объединениях», который позволяет действовать без государственной регистрации в форме религиозных групп, при этом на протяжении уже более 10 лет ведутся судебные разбирательства.

#### Мотивы Хаббарда
В своё время Хаббарда обвиняли в том, что он назвал саентологию религией как ширму, чтобы получить освобождение от налогов и избежать судебных преследований за ложные утверждения медицинского характера. Налоговое управление США цитировало заявление, которое часто приписывалось Хаббарду, о том, что если хочешь стать богатым, нужно основать религию. Религиовед Джон Гордон Мелтон называет это заявление неподтверждённым, хотя некоторые коллеги Хаббарда по научной фантастике вспоминают, что он поднимал эту тему в разговорах.
Религиовед и богослов Марко Френчковский, тщательно исследовавший как работы самого Хаббарда, так и труды его противников и сторонников, сделал следующие выводы:
Хаббард вырос в среде, которая крайне неодобрительно воспринимала организованную религию, и в своих ранних лекциях часто делал замечания антирелигиозной направленности. Он пришёл к выводу о том, что Хаббарду было нелегко «примириться с духовной стороной созданного им движения. Хаббард не намеревался основывать религию: он обнаружил, что предметом его трудов фактически была религия. Это случалось в основном тогда, когда он столкнулся с явными воспоминаниями из прошлых жизней. На эту тему ему пришлось защищать себя перед друзьями». Френчковский допускает, что существовали и проблемы практического плана с тем, «как представлять саентологию окружающему миру», но отвергает идею о том, что представление её как религии было просто хитрой уловкой; в подтверждение этого Френчковский приводит множество отрывков из работ Хаббарда, которые документируют его трудный путь к этой точке зрения. Френчковский выдвигает идею, что те биографы, которые предполагали, что Хаббард стал называть саентологию религией только в 1954 году, допустили ошибку. Он отмечает, что Хаббард обсуждал религию и представление о Боге в годы, предшествовавшие появлению саентологии, и что он не «ударился в религию» внезапно, а скорее «открывал её в ходе развития своей работы с преклирами».
Проводя параллели подобного трудного пути к своей религиозной идентичности у других течений (например, Теософия Елены Блаватской и Трансцендентальная медитация), Френчковский видит в лекциях Хаббарда «пример человека, не имеющего религиозного прошлого, который, тем не менее, обнаруживает, что его идеи так или иначе пролегают где-то между сферами „науки“ (в общеупотребительном, не специальном смысле), „религии“ и „философии“, и что его идеи почему-то приводят в восторг такое множество людей, что те начинают формировать отдельное движение». Хаббард экспериментирует с традиционным религиозным языком в короткой статье «Факторы», написанной в 1953 году, которая представляет собой «основополагающее выражение саентологической космологии и метафизики» и воспроизводится в современной саентологической литературе. Френчковский замечает, что этот текст в какой-то мере является библейским по структуре, и называет эту работу компонентом метаморфозы саентологии в религию, созданным в тот момент, когда природа нового движения ещё была неясной.
К похожим выводам пришла российская религиовед Г. А. Кукушкина, высказав мнение, что: «Все религии являются продуктом эволюционного развития. Саентология в этом не является исключением. Создание религиозной доктрины саентологии является продолжением исследований Л. Рона Хаббарда в области человеческого разума».

### Саентология — не наука
Название «саентология» на английском языке созвучно слову «наука» (scientology и science). Однако с 1954 года Хаббард позиционировал своё учение как религию, а не как науку. В этом качестве его и воспринимают последователи.
В частности, в серии лекций 1954 года о новой тогда саентологии Хаббард заявил, что она не является наукой в академическом смысле:

«Саентологию сегодня никак нельзя характеризовать как науку в том смысле, в котором науку понимает западный мир. Саентология продолжает традицию мудрости, относящейся к душе и к разгадке тайн жизни».
Оригинальный текст (англ.)„Scientology, then, today could not possibly be characterized as a science, the way the Western world understand science. Scientology carries forward a tradition of wisdom which concerns itself about the soul and the solution of mysteries of life.“

В периодическом издании для своих последователей в начале 1954 года Хаббард написал, что уже некоторое время назад был вынужден выйти за грань «известного науке», и теперь:

«Мы достигли точки, где встречаются наука и религия, и нам надо перестать притворяться, что у нас исключительно материальные устремления. Мы не можем действовать в царстве человеческой души, игнорируя этот факт. … Ведь мы можем знать, наряду со всем остальным нашим знанием, что освобождённая человеческая душа — это единственная целительная сила, которая у нас есть. Но какие бы чудеса с телами мы сегодня ни творили, наши цели выходят за рамки физического здоровья и состоят в совершенствовании человека».
Оригинальный текст (англ.)„We have reached the merger point where science and religion meet and we must now cease to pretend to deal with materials goals alone. We cannot deal in the realm of the human soul and ignore the fact. … For we can know, with all else we know, that the human soul, freed, is the only effective therapeutic agent that we have. But our goals, no matter our miracles with bodies today, exceed physical health and better men.“

Предшественница саентологии, дианетика, была в 1950 году представлена как наука, но научное сообщество 1950-х годов не приняло её. В 1950-е годы было поставлено 2 эксперимента, которые не подтвердили научность дианетики: в 1953 году в Нью-Йоркском университете в группе из 36 человек в течение 60 дней некоторым провели 18 часов одитинга, некоторым — 36, с некоторыми не делали вообще ничего. В результате тестирования не было выявлено систематических изменений в интеллекте и математических способностях. В 1959 году в сотрудничестве с Дианетическим исследовательским центром Хаббарда был поставлен эксперимент по проверке гипотезы Хаббарда об «инграммах»: одному из сотрудников этой организации ввели пентотал натрия и зачитали отрывок из научной публикации по физике. При проведении процедуры одитинга испытуемому восстановить этот текст не удалось.
Представители научного скептицизма отмечают, что положения саентологии так же недоказуемы наукой, как и положения других религий.
В частности, американский философ Роберт Кэрролл в «Словаре скептика» утверждает, что «дианетика — это классический пример псевдонауки», а представления Хаббарда о разуме, душе, жизни можно считать «метафизическими» или «философскими», но не научными; также он отмечает следующее: 

То, что Хаббард усиленно рекламирует как науку о разуме, не содержит в себе одного ключевого элемента, который ожидают видеть в науке, — эмпирическое подтверждение предположений. Кажется, что ключевые положения так называемой науки Хаббарда невозможно проверить, хотя он постоянно заявляет, что утверждает только научные факты и данные, полученные во время множественных экспериментов. Более того непонятно, как такие «данные» должны выглядеть. Большинство его данных представлены в виде устных историй и предположений такие, как история о пациентке, которая верит, что была изнасилована отцом в возрасте девяти лет. «Большое число психически нездоровых пациентов заявляют это» — говорит Хаббард, добавляя, что пациентка была «изнасилована», когда ей было «девять дней после зачатия… Воздействие и потрясение от полового акта очень некомфортны для ребёнка и могут дать ребёнку энграмму, которая будет содержать половой акт и всё, что было сказано» (Hubbard, 144). Такие предположения допустимы в художественной литературе, но не в науке. Таким образом, мы можем сказать, что саентология — это религия, построенная на вымысле. Но какая религия не построена на нём?
Основатель Общества скептиков историк и популяризатор науки Майкл Шермер высказался в том же ключе, сказав, что саентологическая мифология о сотворении мира «с научной точки зрения не более несостоятельна, чем мифы о происхождении в других религиях. Если нет поддающихся проверке средств для определения того, какая космогония сотворения верна, то, возможно, они все поразительные научные вымыслы».

Вскоре после выхода книги «Дианетика: современная наука душевного здоровья» философ и психолог Эрих Фромм выпустил критическую статью под названием «„Дианетика“: искателям сфабрикованного счастья», где отметил:
Книгу Хаббарда трудно всерьез рассматривать в качестве вклада в науку о Человеке. Зато её нужно со всей серьёзностью считать симптомом опасной тенденции. Будь она просто предельно упрощенной популяризацией ранних теорий Фрейда, то она была бы чем-то безобидным. …
Но хуже всего то, как написана «Дианетика». Смесь известного числа упрощенных истин, полуправд и явного абсурда, пропагандистская техника ошеломления читателя своим величием, непогрешимостью и новизной системы автора, обещания неслыханных результатов, достигаемых простым следованием за «Дианетикой», — вот техника, которая ведёт к самым злосчастным результатам в областях патентованной медицины и политики. Применительно к психологии и психиатрии она не будет менее вредоносной.
Социолог религии Режис Дерикбур приводит результаты социологического исследования среди саентологов применительно к роли науки в их учении. Он пишет, что для обоснования учения Хаббарда саентологи используют доводы, во-первых, о том, что оно отвечает нуждам человека в современном обществе, во-вторых, что его методы «эффективны». В результате исследования он установил, что последователи саентологии не опираются на авторитет науки для обоснования своей доктрины или технологии, а считают саентологию разновидностью «духовного учения».
Ряд учёных критикуют саентологию и дианетику за ненаучность или классифицируют её как псевдонауку. В частности, историк науки Ари Бен-Менахем упоминает саентологию в многостраничном перечне «псевдонаук и суеверий», и так же её категоризируют некоторые российские учёные.
Российский социолог и психолог Е. Н. Волков, кандидат философских наук, доцент кафедры общей социологии и социальной работы Нижегородского государственного университета им. Н. И. Лобачевского, в ходе проведённой экспертизы обобщил широкий перечень исследований из социальной психологии и выделил в числе основных критических выводов о саентологии её «ненаучность и антинаучность» и «модернизированный под наукоподобность оккультизм».
Кандидат философских наук, заместитель генерального директора Политехнического музея по просветительской и образовательной работе И. А. Боганцев указывает, что «саентология — религиозное продолжение лженаучных практик, предложенных в середине XX века американцем Роном Хаббардом».
Научный сотрудник Центра методологии и этики науки Института философии РАН, доцент кафедры философии и гуманитарных наук Московского городского психолого-педагогического университета философ С. Л. Гурко в статье в электронной энциклопедии «Кругосвет» утверждает, что саентология активно использует «культ науки», и приводит в качестве примера шкалу эмоциональных уровней: «сопоставление ряда терминов обыденного языка с рядом конкретных числовых величин порождает психологически значимый эффект „научности“».
Редакция отдела науки интернет-издания Газета.ру отмечает, что «саентология, эфиродинамика, торсионные поля и 10 сценариев конца света и многие другие — антинаучные течения, пропаганда которых не делает чести ни одному изданию или телеканалу».
Религиовед, философ и социолог религии Л. И. Григорьева отмечает «антинаучность и разрушительное действие методологии Хаббарда на организм человека и его психику», а также «многочисленные случаи нанесения тяжёлого ущерба здоровью пациентов вплоть до летальных исходов, случаи тяжёлого психического расстройства, доходящего до суицида».
Федеральный министр ФРГ по делам семьи, стариков, женщин и детей Клаудия Нолте указывала, что одна из основных вовлекающих методик саентологов основана на бесплатном тесте на стресс (т. н. «Оксфордский тест»), часто дающем негативные результаты для тестируемых. Этот тест не имеет никакой научной достоверности, но он создаёт впечатление научности и является эффективным средством рекламы.
Некоторые учёные (социолог Уильям Симс Бейнбридж, историк Мюррэй Рубинштейн, теолог Роберт Ван Вурст, религиовед Джеймс Льюис) относят саентологию к категории «научных религий», в которых элементы научности (в разговорном, не академическом смысле) являются частью веры.
Гораздо большее число учёных классифицируют саентологию как религию гностического типа, то есть основанную на «гнозисе» — знании; для таких религий характерно сопутствование научных, религиозных и философских утверждений. Немецкий религиовед Марко Френчковский, в частности, приводит в пример Христианскую науку, которая прямо называет себя «наукой», но «никто не отрицает, что это религиозное сообщество». А в справочнике «Гностический мир» описывается:

«Саентология несомненно является одной из форм гностицизма, но она выражена в синтезирующем и технологическом мировоззрении, которое является одновременно древним и современным, восточным и западным, субъективным и „научным“ по своей ориентации».
Оригинальный текст (англ.)„Scientology is indeed a form of the gnosticism but expressed within a synthesizing and technological worldview that is both ancient and modern, Eastern and Western, subjective and "scientific," in orientation.“

В справочнике «Мировые религии в Америке» американский исследователь иудаизма Джейкоб Нойзнер отметил, что в саентологии «путь к спасению включает в себя получение специальных знаний и связанные с этим ритуальные практики», подобные йоге в азиатских религиях. Об этом также пишет российский религиовед и культуролог, старший преподаватель кафедры религиоведения Свято-Филаретовского православно-христианского института С. В. Щербак, указывая, что будет ошибкой отождествлять академическую науку и «науку саентологию», поскольку в рамках религиоведения существует деление на религии, в которых доминирует «пистис» (вера), и религии, в которых за основу восприятия «истин» положен «гнозис», то есть начало, основывающееся на знании. Под «знанием», «научностью» в гностических религиях (к каковым автор относит и саентологию) подразумевается отсутствие необходимости принимать что-либо на веру, отдавая приоритет опыту и выводному знанию. Эту же мысль развивает культуролог, директор Центра изучения религий РГГУ Н. В. Шабуров: «Саентология опирается не на веру, а на „гнозис“»; он также пишет, что претензии саентологии на научность рассматриваются исследователями-религиоведами как религиозно-мифологические конструкции. Саентологию также классифицирует как гностическую религию религиовед Е. С. Элбакян.

В свою очередь российский психиатр и психотерапевт, член Независимой психиатрической ассоциации В. Е. Каган, рассмотрев в статье в «Независимом психиатрическом журнале» соотнесение саентологии и дианетики с наукой, заключил, что идеи Хаббарда не имеют никакого отношения к науке:
По отношению к материалистической науке и медицине, как её практике, Саентология может быть признана системой паранаучной, парамедицинской — лежащей за их пределами и использующей принципиально отличающуюся методологию.
Методологический анализ общефилософских положений саентологии не даёт оснований рассматривать саентологические технологии как психотерапию.
Являются ли Саентология и Дианетика как её часть научной теорией? — НЕТ.
"Энциклопедия псевдонауки" утверждает:

«Саентология не может быть классифицирована как наука. … Какие бы претензии на научные знания ни звучали на раннем этапе дианетики, на смену им пришло представление о ценностях саентологии как полностью религиозных».

#### Е-метр

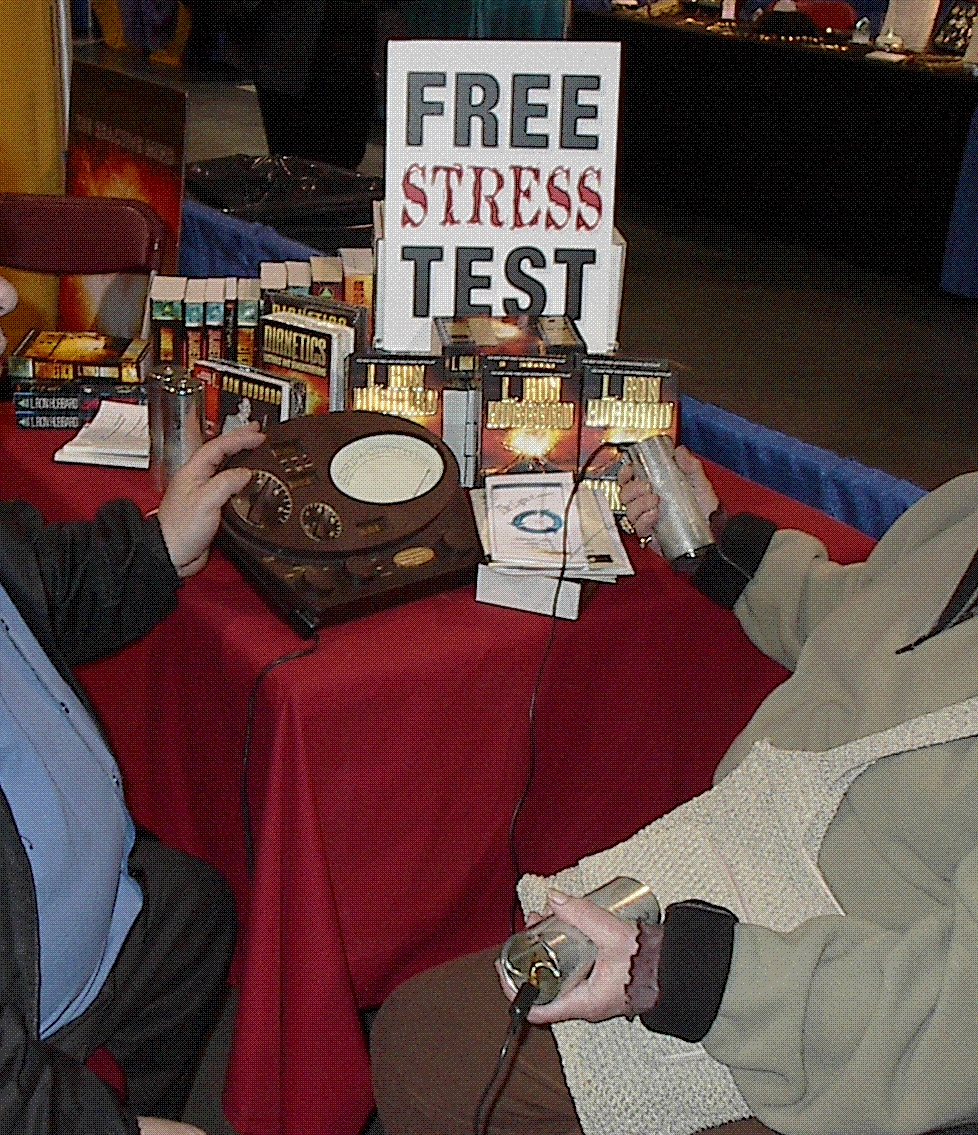
На столе: табличка с надписью «Бесплатный стресс тест», книги «Дианетика: современная наука о разуме», прибор Е-метр. Справа сидит человек, держащий банки, к которым присоединены провода, ведущие к Е-метру.

В саентологии используется электронный прибор, который называют «электропсихометр» или кратко «Е-метр». Он может придавать саентологии видимость научной точности. Некоторые религиоведы называют его ритуальным устройством. В 1971 году после десятилетнего судебного разбирательства в отношении Е-метра федеральный суд США признал, что Хаббард и другие саентологи брали деньги за одитинг, явным образом обещая исцеление от большинства болезней и заявляя о научности своего подхода. Суд также признал, что эти обещания были и остаются ложными, а подобная практика является мошенничеством. Кроме того, в решении было указано: «На устройстве должно быть заметное, хорошо видное предупреждение о том, что любому лицу, использующему его для одитинга или консультаций любого рода, законом запрещено преподносить, что есть какие-либо медицинские или научные основания верить или утверждать, что это устройство полезно при диагностике, лечении или предотвращении любых болезней. Должно быть указано, что … его использование разрешено только в рамках религиозной деятельности, и Е-метр ни с медицинской, ни с научной точки зрения не способен улучшить чьё-либо здоровье или телесные функции».

#### Радиация
В книге «Всё о радиации» (1957 год) Хаббард, объявив себя «одним из первых физиков-ядерщиков в Соединённых Штатах», излагает свой взгляд на проблему защиты от радиации. Также Хаббард заявлял, что без собственной телесной оболочки выходил в открытый космос с целью исследовать радиационный пояс Земли. Затем Хаббард начал продавать смесь витаминов «дианезин» под видом специального средства от лучевой болезни. В 1958 году Управление по санитарному надзору за качеством пищевых продуктов и медикаментов арестовало и уничтожило партию из 21 000 таблеток его «дианезина». Саентологи до сих пор рекламируют «Всё о радиации», утверждая, что «Л. Рон Хаббард открыл формулу, которая может сделать человека невосприимчивым к радиации».

В докладе Андерсона были сделаны следующие выводы: 
Совет заслушал показания высококвалифицированного радиолога, который провёл специальное исследование радиации и её воздействий. Он сказал, что познания Хаббарда в радиации, как видно по его работам в «Всё о радиации», представляют собой «уровень подготовки, пожалуй, мальчика, прочитавшего учебник по физике для средней школы, показав при этом множество неверных представлений и полное отсутствие понимания»…. Из данного свидетельского показания вытекает, что Хаббард совершенно несведущ в том, что касается радиации, и что его познания в ядерной физике искажены, неточны, ошибочны и поверхностны. Не было предоставлено ни одного доказательства, которое бы оспорило данное заключение.

### Саентология как культ
Саентология классифицируется некоторым религиоведами в качестве религии, а другими — в качестве культа.
В Австралии в 1965 году был опубликован доклад Андерсона с результатами расследования деятельности саентологов. В докладе в частности утверждалось, что одитинг включает в себя «командный» гипноз, при котором гипнотизёр получает контроль над пациентом. Андерсон делает вывод: «Саентология — это зло, её методы — зло, её практика — серьёзная угроза для общества с медицинской, моральной и социальной точек зрения, а её приверженцы, к сожалению, заблуждаются и зачастую психически больны».
Во Франции Церковь саентологии была классифицирована как секта (или культ) в докладе Национального собрания Франции в 1995 году. В правительственном докладе 2000 года организация характеризуется как тоталитарная секта, и дана рекомендация запретить всю её деятельность.
В официальном докладе парламентской ассамблеи Совет Европы церковь саентологии классифицируется как разновидность секты, которая не имеет ничего общего с религией, являясь хладнокровным, циничным, манипулятивным бизнесом, где злоупотребляют доверием молодых людей, имеющих проблемы с психическим здоровьем и наркотиками, где те не подозревают, что единственной целью секты является получение их денег
Антикультовая организация Cult Awareness Network получила больше жалоб на саентологов, чем на какую-либо другую группу, и разместила саентологию на первой позиции своего списка культов. Саентология оставалась на первой позиции этого списка до тех пор, пока Cult Awareness Network не обанкротилась вследствие исков от Церкви саентологии. Затем саентологи выкупили Cult Awareness Network и в настоящий момент используют эту организацию в рекламных целях, превратив в New Cult Awareness Network.
Социальный психолог Е. Н. Волков, канд. философ. наук, доцент кафедры социологии, классифицирует саентологию как «деструктивный культ», отмечая тоталитарный характер саентологии.
Согласно социологу Douglas E. Cowan, в числе причин, по которым саентологию можно назвать культом — тот факт, что она возникла нетрадиционным образом, была создана единственным авторитарным и харизматическим лидером.
А. Л. Дворкин в своей книге «Сектоведение» описал саентологию как «архетипическую тоталитарную деструктивную секту». В частности, по его словам, саентология «определяет этику как искоренение всех идей, противоречащих саентологии, а после того, как эта цель будет достигнута — искоренение вообще всех несаентологических идей».
Культуролог и социальный философ И. В. Комадорова отмечает по поводу саентологии, что «Имея жёсткую иерархическую структуру, она (секта) превратилась в подавляющую диктаторскую систему, которая полностью подавляет психику человека, и ставит своей целью контроль над его психикой и, как следствие, над его финансами».
Кандидат философских наук, профессор кафедры политологии и общеобразовательных дисциплин Карагандинского университета «Болашак» Я. Ф. Трофимов относит саентологию к нетрадиционным культам.

### Саентология как коммерческое предприятие
Некоторые исследователи утверждают, что Хаббард провозгласил изобретённые им практики религиозными из прагматических соображений. Так, в письме 1953 года (когда Церковь саентологии ещё не существовала) Хаббард, выдвигая идею назвать свою систему религией, писал, что «религиозная грань» начинает казаться ему всё более логичной, и что это «вопрос практичности». Есть свидетельства как в пользу, так и против того, что Хаббарду принадлежат слова: «Нельзя разбогатеть на научной фантастике. Если вы хотите разбогатеть, надо основать религию».
Церковь саентологии и связанные с ней организации владеют большим количеством недвижимости по всему миру, её стоимость предположительно составляет сотни миллионов долларов. Хаббарда обвиняли в том, что религиозная сторона саентологии — всего лишь средство для ухода от уплаты налогов и от ответственности за ложные обещания медицинского характера.
Согласно указаниям Хаббарда, саентологам платят комиссию за каждого привлечённого ими клиента, таким образом у саентологов есть материальный стимул рекламировать саентологию. Кроме того, зарубежные отделения Церкви саентологии платят головной организации около 10 % от своих доходов. По этой причине саентологию сравнивают с финансовой пирамидой. Плата за одитинг и знакомство с учением в Церкви саентологии может составлять десятки и сотни тысяч долларов.
Суды многих стран рассматривали вопрос о том, является ли деятельность Церкви саентологии коммерческой. В частности, суд в Штутгарте (Германия) в 1985 году пришёл к выводу об «однозначно религиозном», а не коммерческом, характере деятельности местной Церкви саентологии.
Отметив, что некоторые его коллеги признают саентологию религией, социолог Стивен Кент заявил: «Вместо того, чтобы спорить, признавать саентологию религией или нет, я считаю гораздо более целесообразным рассматривать её как многогранную транснациональную корпорацию, только одна сторона которой — религия». (Курсив автора).

#### Авторские права и товарные знаки в саентологии
На все материалы саентологии распространяется авторское право — никто не может перепечатывать книги Хаббарда. Кроме того, Церковь саентологии владеет патентом на дизайн Е-метра и товарным знаком «Е-метр». Центр религиозной технологии жёстко контролирует использование саентологических символов и названий. Юристы Центра угрожают судебными исками частным лицам и организациям, использующим эти символы и названия без разрешения в книгах и на сайтах. Некоторые исследователи[нужна атрибуция мнения] видят в этом отличие саентологии от традиционных религий.

## Разногласия и критика

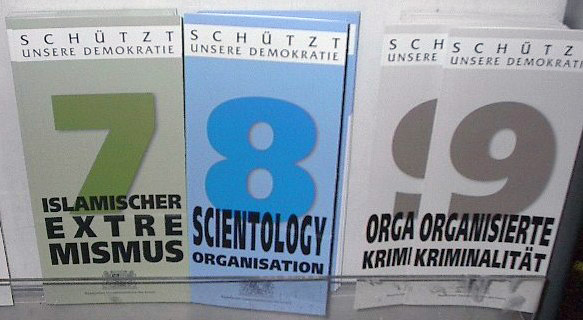
Листовки МВД Баварии 2006 года, предупреждавшие о (слева направо) исламском экстремизме, саентологии и организованной преступности. В 2008 году МВД Германии признало отсутствие противозаконных целей у саентологов.

Среди множества новых религиозных движений, появившихся в XX веке, саентология вызывает, возможно, самую бурную полемику, становясь предметом полярных мнений: от яростных нападок и обвинений в излишнем контролировании своих членов и противоправной деятельности до столь же яростной защиты. Значительная часть журналистской, научной и популярной литературы по саентологии выражает диаметрально противоположные точки зрения: с одной стороны, многочисленные разоблачения, негативно описывающие Церковь саентологии и основанные по большей части на словах критиков — бывших её членов; с другой стороны, статьи некоторых религиоведов, которые ударяются в другую крайность и хотят представить Церковь саентологии исключительно в положительном свете.
Церковь саентологии многократно конфликтовала с правительствами и органами правопорядка ряда государств (в том числе — США, Австралии, Канады, Германии, Франции и России).

#### Случаи смерти, связанные с саентологией
Наиболее известна смерть Лизы Макферсон. Лиза пришла в саентологию в 18 лет. Попав в лёгкую автоаварию, стала вести себя неадекватно. Саентологи забрали её из больницы и удерживали в саентологическом центре, чтобы исключить вмешательство психиатров. Её состояние ухудшалось, и через 17 дней она умерла. Известны и другие случаи, связанные с обвинением в неоказании квалифицированной медицинской помощи, иногда обвинения подтверждены решениями суда.
- Сьюзан Майстер — погибла на борту саентологического корабля «Аполло» от пулевого ранения в голову, по словам саентологов она застрелилась, однако дальнейшее полицейское расследование установило, что она была убита. Критики связывают её смерть с саентологическим ритуалом R2-45. Незадолго до смерти Сьюзан писала домой письма, полные энтузиазма[421][422][423].
- Во Франции в 1988 году Патрис Вик, не найдя денег, чтобы оплатить очередной курс, выбросился из окна, и его жена подала в суд. Суд в 1996 г. признал виновность бывшего главы Церкви саентологии города Лион Жан-Жака Мазье в мошенничестве и непредумышленном убийстве. В мошенничестве было признано виновными ещё 14 членов Церкви саентологии. После этого премьер-министр Франции призвал вести антисаентологическую разъяснительную работу в школах и детских учреждениях[424].

Случаи самоубийств саентологов высшего ранга критики расценивают как следствие крайнего разочарования в саентологии:
- Грег Башо — был OT 7. Разочаровался в саентологии, покончил с собой, надышавшись выхлопными газами своей машины[425].
- Альберт Жакир — был OT 7. Умер после продолжительной болезни в депрессии и без денег, в то время как саентологи должны были ему в сумме миллион долларов, но отказались отдавать долг[426][427][428][429].

Приобретают известность другие истории самоубийств, связанные с разочарованием в саентологии, или с темой преследования со стороны саентологов. В частности, Ричард Коллинз, пожелавший покинуть саентологию, выбросился из окна после того, как саентологи отказались оставить его в покое: слали ему письма с угрозами, некоторые из них приходили и после смерти адресата. Этому случаю была посвящена телепередача.
Критики связывают с саентологией трагедии, связанные с разорением крупных спонсоров и с банкротством из-за невозможности оплатить курсы:
- Ноа Лоттик — выбросился из окна, сжимая в руке 171 доллар — согласно известной статье американского журналиста Ричарда Бихара[англ.] «Саентология: процветающий культ жадности и власти» в журнале Time, «практически все деньги, которые он ещё не передал Церкви саентологии»[387].
- Рудольф Виллемс — собственник германской металлургической компании, был спонсором МАС и ОТ 3. Жертвовал Церкви саентологии миллионы долларов. В 1987 году, когда его компания обанкротилась, он застрелился[433].
- Рекс Фаулер — OT 7, бизнесмен и убийца: три раза выстрелил в сотрудника своей фирмы, когда тот сообщил ему о желании уволиться, после чего выстрелил себе в голову, но мозг не повредил, из-за чего и сидит теперь в американской тюрьме[434].
- Джон Бучанан — покончил с собой, потратив все деньги на саентологию.[435].

Критики обращают внимание также на гибель людей после попыток вернуть деньги, отданные саентологии, на людей, погибших в саентологическом центре или на саентологическом корабле; а также на отдельные случаи трагической гибели ближайших родственников саентологов, связывая данные инциденты с деятельностью Церкви саентологии.
- Сын Рона Хаббарда Квентин был найден без сознания в автомобиле, в окно которого был вставлен шланг, идущий от выхлопной трубы. Через две недели он погиб, не приходя в сознание. Есть свидетельство[439] о более раннем случае, когда Квентин «принял кучу таблеток», но затем признался в этом, и ему оказали помощь.
- Мэри Флоренс Барнетт — тёща главы церкви сайентологии Девида Мицкевиджа, долгое время была саентологом[440]. 8 сентября 1985 года 52-летняя Фло Барнетт была найдена мёртвой, с тремя огнестрельными ранениями груди и одним смертельным в голову из длинноствольной винтовки в упор[440][441]. Были найдены две предсмертные записки, вскрытие также показало, что на её запястьях были порезы, которым могло быть несколько дней[441]. Смерть была признана самоубийством[441]. Стивен Фишмен, обращает внимание на то, что самоубийством закончила жизнь и родная сестра Д.Мицкевиджа, после достижения той саентологического уровня ОТ 7[442][неавторитетный источник].

### R2-45

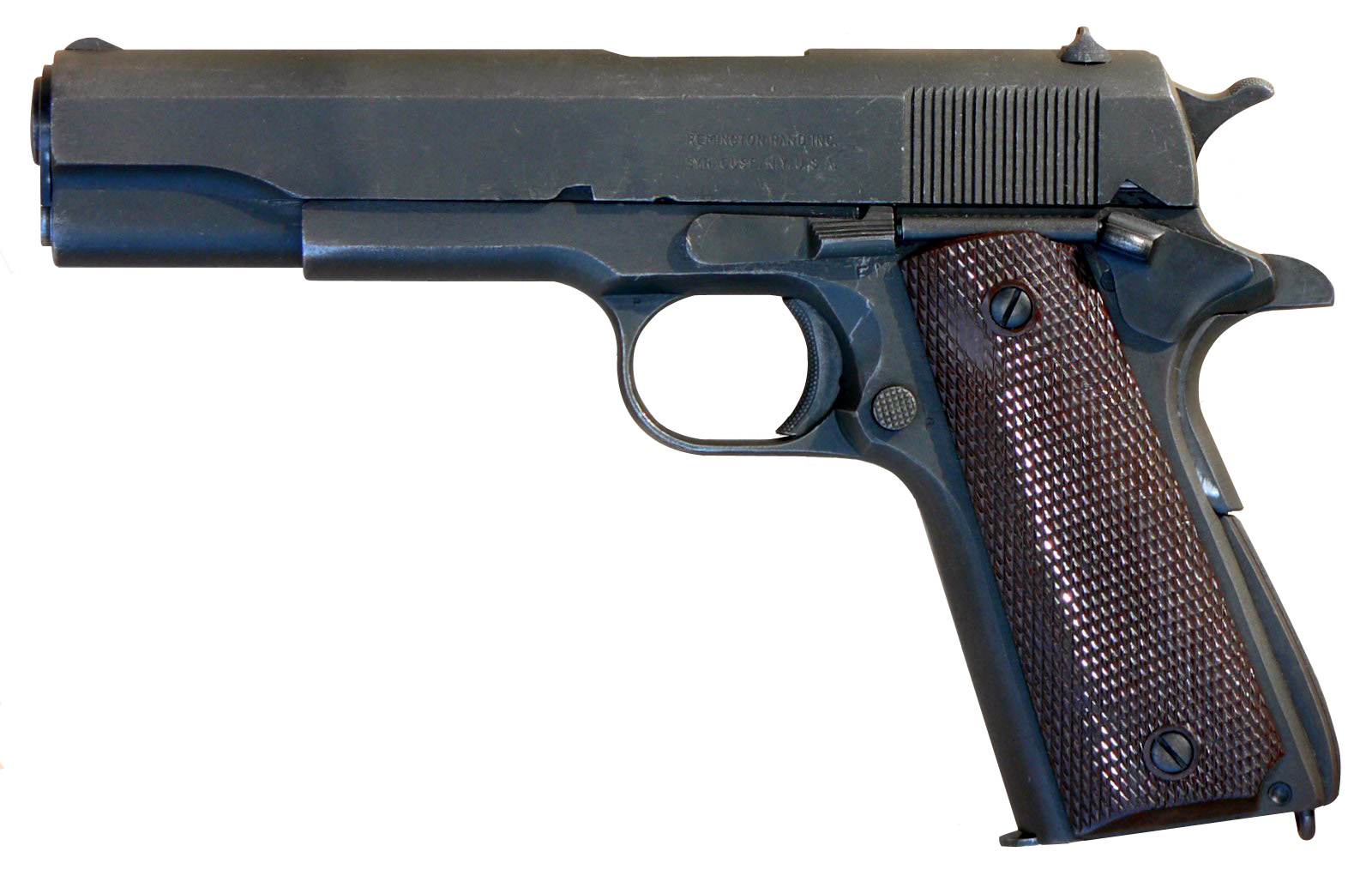
Пистолет Кольт 45 калибра, модель M1911

В книге «Создание человеческих способностей» Хаббард описывает R2-45 как «чрезвычайно эффективный процесс экстериоризации, но его использование в настоящее время осуждается обществом».
В 1952 году во время встречи в Финиксе (Аризона), Хаббард продемонстрировал процесс R2-45, произведя выстрел в пол.
Бывший саентолог Бент Коридон писал, что в конце 1967 года в Сент-Хилле, он лично получил копию приказа Хаббарда, где были указаны имена четырёх бывших саентологов в качестве врагов и объектов честной игры. В приказе указывалось, что любой член «Морской организации» при встрече с этими людьми должен применить к ним процесс R2-45.
6 марта 1968 года Хаббард распространил среди членов «Морской организации» инструктивное письмо «RACKET EXPOSED», в котором объявил 12 человек «врагами человечества, планеты и всей жизни» и постановил, что «любой член МО при встрече с одним из них должен применить в отношении них процесс R2-45».
В интервью, опубликованном в 1976 году в газете Clearwater Sun, бывший саентолог утверждает, что видел приказ, «призывающий применить R2-45 в отношении врагов, ведущих подрывную деятельность», однако официальный представитель Церкви саентологии назвал этот термин шуточным.

### «Разрыв отношений»
Разрыв отношений, как описывает религиовед Дональд Вестбрук, — это мера, которую иногда применяют саентологи, если они связаны с человеком, у которого преобладают черты антисоциальной личности, либо который совершил так называемые «подавляющие действия». Хаббард подчёркивал, что лучше наладить отношения, чем разорвать их, и стремиться надо именно к этому. Однако если кто-то официально отлучён от Церкви саентологии, знакомые с ним саентологи должны разорвать отношения либо с ним, либо с официальной церковью, исходя из представления, что все попытки наладить с ним отношения были исчерпаны. В остальных случаях Хаббард рекомендует налаживать отношения с помощью общения, особенно с членами семьи.
В 1968 году практика «разрыва отношений» была отменена, но позднее была восстановлена. Эта практика продолжает вызывать разногласия, особенно в случаях, когда кто-то из членов семьи официально отлучён от Церкви, а кто-то другой решил остаться в Церкви.

### «Подавляющие личности»
«Подавляющие личности», как пишет религиовед Дональд Вестбрук, — это антисоциальные личности, описанные Хаббардом примерно как психопаты или социопаты; они несут разрушение тем, кто с ними рядом, и не заинтересованы в том, чтобы помогать другим. Хаббард перечислил 12 характерных черт, по которым можно распознать таких людей: они не уважают чужую собственность, считая, что ничто никому не принадлежит; они поддерживают разрушительные группы и разрушительную деятельность, концентрируются на плохих новостях и т. п. При этом Хаббард утверждал, что такие личности в своей основе хорошие, как и всё человечество, и их можно исправить.
По словам религиоведа Хью Урбана, «подавляющими личностями» Хаббард называл тех, кто причиняет существенный вред Церкви саентологии, противодействует ей или выступает с её критикой.
Согласно статье Е. Н. Волкова, «все несогласные с Р. Хаббардом и его идеями» — это «подавляющие личности». Он утверждал, что к ним возбуждается «вражда и ненависть», что имеются «унизительные характеристики» и «тотальная негативизация». Волков предлагал «признать возможность искусственного создания социальной группы» и отнести к ней «подавляющих личностей — потенциальных источников неприятностей», с тем чтобы можно было признать их унижаемой социальной группой.

### Заявление о торговле людьми и других преступлениях против женщин
Ряд женщин (бывших членов) подали в суд на Церковь саентологии, предъявив различные жалобы, включая торговлю людьми, изнасилования, преследование, запугивания, принудительный труд и жестокое обращение с детьми.

### Обвинения в принудительных абортах
Члены Морской организации не должны иметь детей, о чём их информируют при вступлении в организацию. В связи с этим, некоторые бывшие сотрудницы обвиняют руководителей, что те заставляли их сделать аборт.
По утверждению репортёра газеты New York Times Филиппа Реккиа, один из бывших руководителей Морской организации рассказал ему, что «около 1500 сотрудниц Морской организации сделали аборт с момента введения в действие (в конце 80-х годов) правила, согласно которому члены этой организации не могут оставаться в штате, если решат иметь детей». Источник отметил: «И если члены, проработавшие в Морской организации, скажем, 10 лет, все же решат завести детей, их увольняют с не более чем 1000 долларов в качестве выходного пособия».
Газета San Francisco Chronicle рассказывает о бывшей сотруднице Морской организации Астре Вудкрафт, которая втайне от мужа забеременела, чтобы её уволили.
Бывшая сотрудница Морской организации Карен Прессли рассказала репортёру Эндрю Мортону, что коллеги часто просили у неё денег в долг на аборты.
Австралийский сенатор Ник Ксенофон в ноябре 2009 года выступил в австралийском парламенте с речью о заявлениях, которые он получил от бывших саентологов. В частности, бывший саентолог Аарон Сакстон направил ему письмо, в котором признался, что принуждал беременных сотрудниц сделать аборт. Ксенофон требовал от сената начать расследование саентологии, однако премьер-министр призвал его быть осторожнее с подобными обвинениями; премьер-министр также попросил сенат тщательно исследовать документы, представленные Ксенофоном, прежде чем что-либо предпринимать.

### Конфликт с Би-би-си
В 2007 году журналист BBC Джон Суини взял интервью у одного из руководителей Церкви саентологии, в ходе которого вышел из себя и около 30 секунд кричал на собеседника. В это время продолжалась видеозапись. После этого Церковь саентологии выпустила фильм с обвинениями в адрес BBC, в том числе в организации демонстрации у здания Церкви саентологии в Лондоне; после этой демонстрации в адрес саентологов пришла «угроза расправы от неизвестного террориста». BBC опровергла эти обвинения, а Джон Суини вынужден был извиняться перед своим руководством; также он заявил, что получил от BBC «пинок под зад».

### Церковь саентологии против Интернета

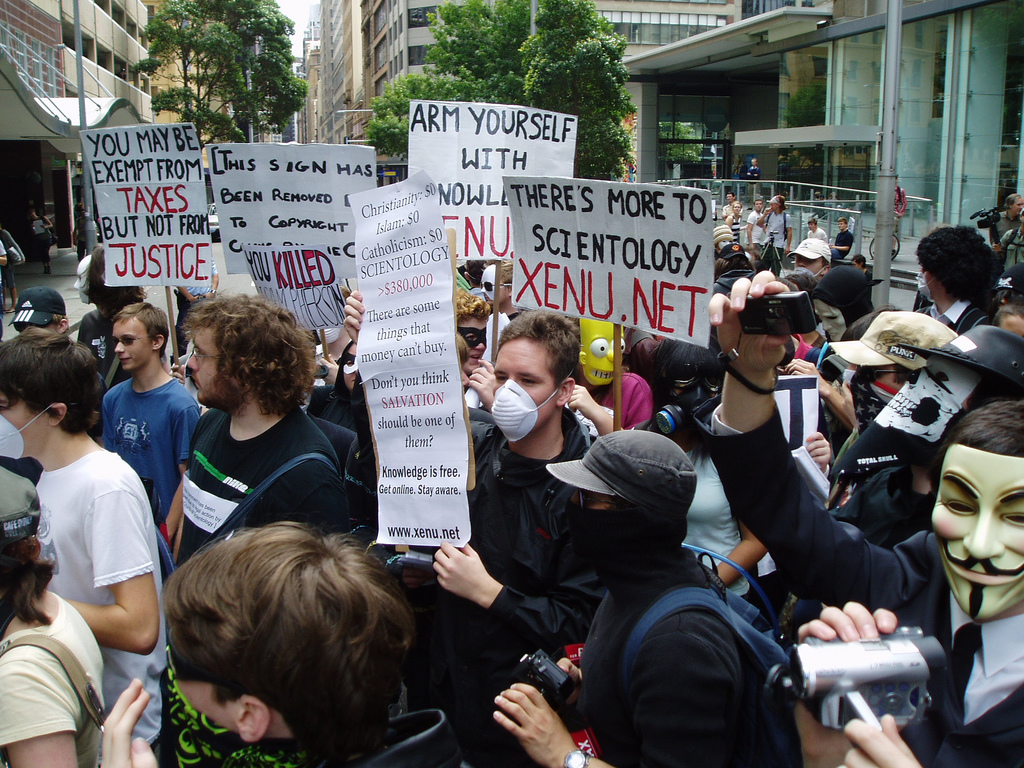
Члены интернет-сообщества «Анонимус» устраивали акции протеста у саентологических центров по всему миру в феврале, марте и апреле 2008 года.

Начиная с 90-х годов, саентологи прилагают большие усилия для удаления из Интернета материалов, критикующих саентологию, а также секретных материалов саентологии. Церковь саентологии принимает меры для предотвращения распространения саентологических документов, защищённых авторским правом, и называет распространителей таких документов «террористами авторского права» («copyright terrorists»). Критики утверждают, что Церковь саентологии просто мешает распространению информации, которая может негативно сказаться на репутации саентологии.
В январе 1995 года юрист Церкви саентологии Хелена Кобрин попыталась закрыть группу новостей alt.religion.scientology, отправив серверам Usenet команду удалить группу на следующих основаниях:
(1) Группа была создана с помощью поддельного сообщения, (2) создание группы не обсуждалось на alt.config, (3) группа называется «scientology», это слово является торговой маркой и может запутать пользователей, так как группа в основном используется для атак на саентологическую религию, (4) в группе постоянно нарушаются авторские права и разглашаются коммерческие секреты, и больше ни для каких целей группа не используется.
Церковь саентологии начала подавать иски на тех, кто публиковал тексты, охраняемые авторским правом, в группе новостей и в Интернете. Церковь саентологии также поддерживала ужесточение законодательства об авторском праве — например, неоднозначный Sonny Bono Copyright Term Extension Act и ещё более неоднозначный Digital Millennium Copyright Act.
Начиная с середины 1996 года в течение нескольких лет группа новостей подвергалась атакам с помощью тактики, получившей название англ. «sporgery» — в группу посылался спам в виде сотен тысяч поддельных сообщений. Церковь саентологии не подтверждала и не отрицала свою причастность к этим атакам, но бывший саентолог Тори Кристман заявила о своём участии в атаках.
Церковь саентологии пыталась использовать Digital Millennium Copyright Act, чтобы заставить поисковые службы, такие как Google и Yahoo, убрать все ссылки на страницы, нарушающие авторские права, принадлежащие Церкви саентологии, как минимум с первых страниц результатов поиска. В результате сайт был временно убран из результатов поиска Google.
В ответ на попытки Церкви саентологии убрать из Интернета рекламное интервью с Томом Крузом в январе 2008 года был запущен проект «Чанология». В рамках этого проекта члены интернет-сообщества «Анонимус» устраивали акции протеста у саентологических центров по всему миру в феврале, марте и апреле 2008 года и осуществляли DDoS-атаки на сайты Церкви саентологии. «Анонимус» создали сайты, критикующие Церковь саентологии и координирующие действия тех, кто решил присоединиться к проекту «Чанология».
В марте 2008 года на сайте проекта Wikileaks были опубликованы секретные материалы Церкви саентологии. После этого юристы, выступающие от лица организации, прислали владельцам Wikileaks письмо со стандартными угрозами уголовного преследования — за нарушение копирайтного законодательства. Владельцы проекта не только не подчинились требованиям, но и пообещали вскоре опубликовать ещё несколько тысяч страниц материалов, связанных с деятельностью саентологов.

#### Саентология и Википедия
В мае 2009 года арбитражный комитет англоязычного раздела Википедии принял решение запретить доступ к редактированию сайта с IP-адресов, принадлежащих Церкви саентологии и всем её аффилированным структурам. За такое решение судьи проголосовали в соотношении 10:0 (с одним воздержавшимся). Никогда ранее полная блокировка не вводилась для какой-то конкретной организации. Основанием для санкций стало постоянное нарушение Церковью саентологии правил Википедии, которые запрещают кому бы то ни было редактировать статьи «для продвижения собственных интересов», в том числе в политических, философских, идеологических и религиозных диспутах.

### Космическая опера в саентологии
Л. Рон Хаббард использовал термин из научной фантастики «космическая опера» для обозначения части саентологического учения, описывающей «реально существующие» (по мнению саентологов) внеземные цивилизации и их вмешательство в жизни землян. После смерти Хаббарда в 1986 году Церковь саентологии объявила, что он покинул своё физическое тело и сейчас находится «на планете в соседней галактике».
Согласно базовому убеждению саентологии, человек является бессмертным духовным существом, называемым тэтан, и это существо в настоящий момент застряло на планете Земля в «теле из мяса». У тэтана было множество прошлых жизней, и в саентологии считается, что до появления на Земле тэтан жил во внеземных цивилизациях. События, включающие межгалактические путешествия, звездолёты, внеземные цивилизации, межзвездные конфликты и войны, считаются реальностью в саентологии. В числе этих событий — история Ксену, правителя Галактической Конфедерации.
Элементы космической оперы были в саентологии практически с самого начала: в 50-х годах Хаббард писал и читал лекции о таких цивилизациях, как Хелатробус Espinol и Arslycus, а в 60-е годы он рассказал о Галактической Конфедерации Ксену. В числе этих событий — история Ксену, правителя Галактической Конфедерации, который, якобы 75 миллионов лет назад привёз миллиарды замороженных людей на Землю, сложил их вокруг вулканов и взорвал тех водородными бомбами, в меру чего их души стали т. н. «Body Thetans» (телесными духами), и ныне бродят по земле, вселяясь в «тела из мяса».

### Предположительное упоминание Люцифера в документах Хаббарда
Религиовед Хью Урбан отмечает, что Хаббард некоторое время был учеником Алистера Кроули. Урбан упоминает, что, согласно опросу бывших саентологов, достигших уровня ОТ VIII, лишь 50 % из них подтверждают, что в ходе индоктринации им предоставили документ Хаббарда, где содержался сюжет с Люцифером, остальные сообщают о том, что их индоктринация имела иной сюжет.
9 апреля 1993 года документы саентологических уровней с ОТ I по ОТ VIII были приобщены в качестве вещественных доказательств к аффидевиту Стивена Фишмана в рамках уголовного дела «Международная церковь саентологии против Фишмана и Гирца», а позже попали в Интернет. Церковь саентологии пыталась воспрепятствовать обнародованию содержания доктрин Хаббарда, указывая, что это нарушает авторские права. Позже Церковь саентологии попыталась оспорить достоверность материалов уровня ОТ VIII, однако отказалась от иска в 1994 году. Позже Церковь саентологии пыталась не допустить публикации материалов из аффидевита Фишмена на сайте голландской писательницы Катрин Спайнк, апеллируя в суде к авторским правам и раскрытию коммерческой тайны. Церковь саентологии потерпела неудачу, и дело было закрыто.
Марджери Уэйкфилд, которая 12 лет была саентологом, утверждает: саентологи часто говорят, будто между саентологией и другими религиями, включая христианство, нет внутреннего конфликта. Однако, по её мнению, нельзя быть одновременно христианином и саентологом.
Джорж М. Витте, бывший саентологом 25 лет и достигший уровня ОТ VIII, написал книгу об упоминании Люцифера в материалах Хаббарда: «Мост Люцифера: потерянный рай саентологии»[значимость факта?].

### Саентология против психиатрии

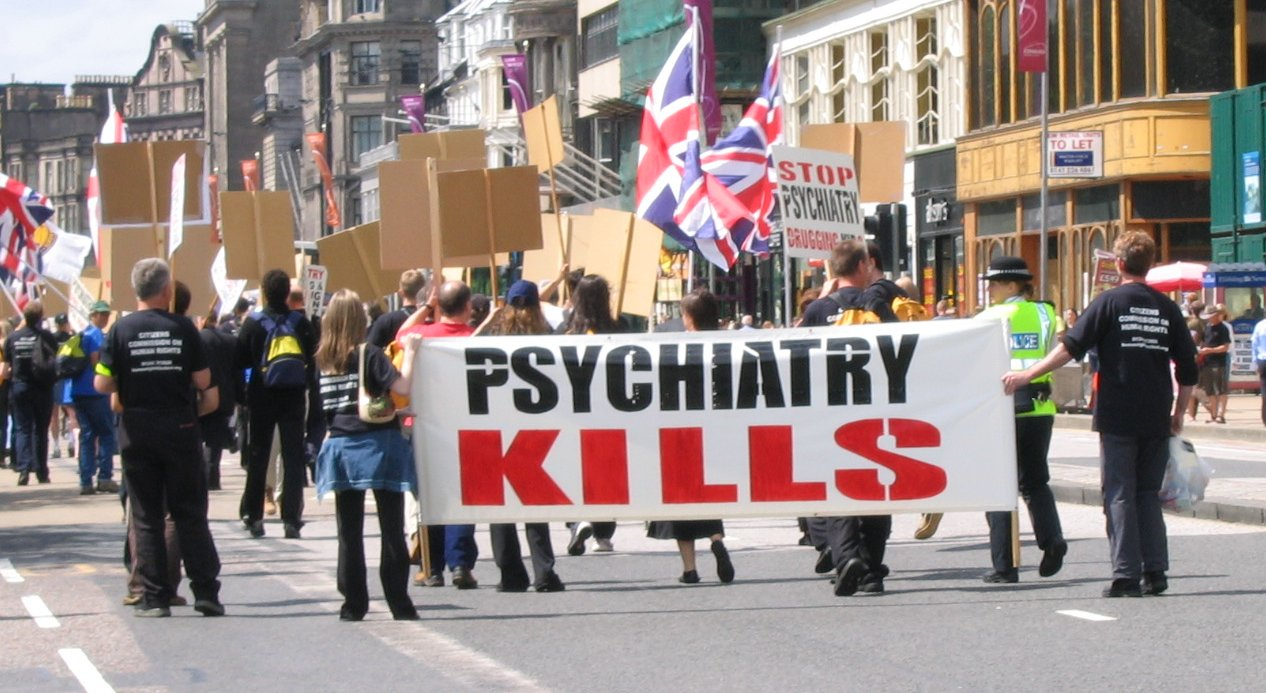
Саентологи регулярно проводят демонстрации под названием «Psychbusts» против психиатрии.

Саентология негативно относится к психиатрии, хотя ничего не имеет против светской медицины в целом. Возражения саентологов против психиатрии проистекают из их убеждённости в том, что люди — это божественные существа, которым был нанесён ущерб негативным опытом. Это возражения такого же плана, как возражения некоторых христиан против абортов или теории эволюции.
Хаббард выражал такое мнение о психиатрах: «Да, они не могут ничего вылечить, не могут изменить никого в лучшую или в худшую сторону и в результате вынуждены убивать „трудных пациентов“. Того, кто не согласен с их планом тоталитарного правления, они объявляют „сумасшедшим“. Его тихо хватают, отправляют в тюрьму, пытают и обычно калечат или убивают». При этом до появления саентологии, в 1947 году, Хаббард один раз подал запрос о предоставлении ему психиатрической помощи, но нет данных о том, что он получал её. Церковь саентологии протестует не только против психиатрии, но и против психологии. Церковь саентологии утверждает, что психиатрия несёт ответственность за Первую мировую войну, приход к власти Гитлера и Сталина, снижение стандартов образования в США, войны в Боснии и Косово, а также за теракты 11 сентября.
Журналист Дмитрий Быков написал о борьбе российских саентологов против психиатрии в журнале «Огонёк», в статье «Рвачи-убийцы». Он рассказал, что организация, в которой работает его супруга, выступала за использование в России препаратов против СДВГ (в частности, риталина), а саентологи обвинили её в «распространении наркотиков».

#### Причина отношения Хаббарда к психиатрии
Согласно научному исследованию социолога, религиоведа, историка религий Стивена Кента и Терры Манка, в 1950-х годах психиатрия испытывала серьёзные затруднения и пережила этот период только благодаря государственной поддержке. Исследователи отнесли и широко использовавшийся в то время психоанализ, и дианетику к псевдонаукам. Хаббард надеялся, что дианетика дополнит психиатрическую базу знаний и, возможно, даже заменит психоанализ, однако выпуск книги «Дианетика: современная наука душевного здоровья» породил противоречивые отзывы и критические статьи в научных журналах. В конце концов Хаббард стал противопоставлять своё учение психиатрии, ведь ни Американская медицинская ассоциация, ни Американская психиатрическая ассоциация не проявили интереса к его работам. И хотя он предлагал им рассмотреть свои взгляды на разум, они не приняли дианетику всерьёз. Более того, Американская психиатрическая ассоциация заявила, что методы дианетики не проверялись экспериментально, поэтому следует относиться к ним с осторожностью. Впоследствии Хаббард выражал в лекциях скептическое отношение к врачам и особенно к психиатрам, что в конце концов вылилось в создание антипсихиатрической Гражданской комиссии по правам человека.
После смерти Хаббарда в ходе вскрытия, патологоанатомическая комиссия — доктор медицины Карл Э. Кирсеннер (англ. Karl E. Kirsenner) (председатель комиссии), доктор медицины Дэвид М. Лоуренс (David M. Lawrence) и доктор медицины Стивен Б. Джобст (англ. Steven B. Jobst) — установили факт наличия в его крови следов гидроксизина (вистарила) — лекарственный препарат с антигистаминным и транквилизирующим действием[значимость факта?].

### Конфиденциальность одитинга
Бывшие члены церкви неоднократно заявляли, что против них была использована информация, полученная в ходе сеансов одитинга.
В то время как Церковь Саентологии утверждает, что защищает конфиденциальность записей одитинга, есть свидетельства того, что Церковь использует сведения полученные входе «одитинга» для нападений и психологического насилия над бывшими членами, используя информацию, взятую из записей. В частности, бывшие члены сообщают, что участвовали в изучении информации, полученной на сессиях «одитинга», чтобы узнать, можно ли её использовать для очернения критиков.

### Суды и проверки
Начиная с 1950-х годов учение Хаббарда подвергалось проверкам и исследованиям со стороны представителей медицины, психиатрии, социальной психологии, социологии, FDA на предмет научной обоснованности, безопасности, эффективности. Церковь саентологии называли «самой склонной к судебным разбирательствам» из всех современных религиозных движений. Она вела множество судебных дел против частных лиц и государственных органов разных стран в стремлении законно утвердить себя в качестве религии; также она защищалась от обвинений со стороны третьих лиц, бывших членов и правительственных чиновников. Наибольшую известность получили многолетние разбирательства с налоговой службой США, по итогам которых в 1993 году Церковь саентологии была признана как «освобождённая от налогов религиозная и благотворительная» организация; за этим последовали подобные признания в ряде других стран. Церковь имеет репутацию напористого участника судебных споров и создателя судебных прецедентов для других новых религиозных движений. Ряд учёных утверждали, что склонность Церкви саентологии к судебным процессам против авторов критических высказываний препятствовала её изучению, за это же её критиковали журналисты, но современные (2018 г.) авторы утверждают, что сейчас Церковь более открыта для взаимодействия.
В 1983 году Верховный суд Австралии постановил, что Церковь саентологии — религиозное учреждение, и освободил её от уплаты налогов.
30 января 1985 участковый суд г. Штутгарта (Германия) указал на «однозначно религиозный характер деятельности» Церкви саентологии и признал за саентологом право на беспрепятственную пропаганду своей веры согласно статьям 4 и 5 Основного закона.
24 февраля 1988 года суд федеральной земли Гамбург (Германия) признал за саентологами право на образование религиозного юридического лица, которое «необходимо рассматривать как церковь», о чём свидетельствует устав церкви и приложенное к заявлению о регистрации «церковное право», где речь идёт о трансцендентных целях, о Боге и религии. Суд также отметил, что «нет веских оснований для того, чтобы утверждать, что целью [Церкви] на самом деле является хозяйственная и коммерческая деятельность», поскольку и христианские церкви Германии требуют плату за культовые обряды и религиозную литературу, используя полученные деньги для собственных нужд.
1 августа 1995 года Независимый суд Вены постановил, что Церковь саентологии Австрии представила достаточные доказательства, чтобы убедить суд в том, что Церковь является религиозной организацией. Суд указал, что средства, получаемые от предоставления курсов, предназначены для финансирования религиозных целей организации, и не используются для целей обогащения отдельных членов Церкви саентологии.
Приказ Министерства здравоохранения России от 19 июня 1996 года запрещает использовать в медицине методы детоксикации и иные вытекающие из учения Р. Хаббарда методы сайентологии и дианетики.
9 октября 1997 года Верховный суд Италии постановил, что саентология в полной мере является религией, нацеленной на «освобождение человеческой души путём познания божественной сущности каждого человека».
В результатах экспертизы, проведённой в 1999 году институтом им. Сербского указано, что «процедура „одитинга“ является методом, не прошедшим официальную апробацию, и поэтому не является разрешённым к применению».
9 ноября 2000 года Арбитражный суд города Москвы отклонил доводы государственной налоговой инспекции № 29 по ЗАО г. Москвы об осуществлении Саентологической церковью Москвы предпринимательской деятельности, признав необоснованными доводы инспекции о том, что деятельность организации направлена на извлечение прибыли и личное обогащение. Суд установил, что она осуществляет религиозную деятельность. Данное решение позднее было оставлено в силе постановлением Федерального арбитражного суда Московского округа от 19 февраля 2001 года.
В 2005 году Федеральный административный суд Германии постановил, что учение Хаббарда может считаться религией и взгляды саентолога подлежат защите по статье 4.1 конституции — о свободе религии и мировоззрения.
15 марта 2007 года «Саентологическая церковь г. Москвы» выиграла дело против России в Европейском суде по правам человека за отказ Управления юстиции г. Москвы в перерегистрации организации. Суд обязал государство выплатить саентологической церкви Москвы 25 000 евро в качестве компенсации морального ущерба и издержек, а также признал, что причины, по которым Министерство юстиции отказывало церкви в повторной регистрации, не имеют законных оснований и обязал власти исправить ситуацию с церковью.
12 июля 2007 года городской суд Санкт-Петербурга по обращению прокуратуры города прекратил существование городской общественной организации «Сайентологический Центр». Согласно итогам проверки проводившейся Главным управлением Министерства юстиции Российской Федерации по Санкт-Петербургу и Ленинградской области, организация систематически нарушала действующее законодательство, поскольку центр занимался образовательной деятельностью на платной основе, не имея необходимой лицензии, хотя в уставных документах было указано, что он создавался для пропагандирования идей и учений изобретённых Роном Хаббардом. Прокуратура установила, что организация также проводила обряды «одитинга» и «очищения», которые считаются практическим применением положений учения Хаббарда, а не пропагандой его идей. Кроме того, сектанты использовали несовершеннолетних, занимались «незаконным сбором информации о частной жизни» (бесплатный «тест на стресс»). Также центр нарушал налоговое, финансовое и трудовое законодательство. Верховный Суд РФ оставил это решение в силе.
31 октября 2007 года Национальный суд Мадрида постановил внести Национальную церковь саентологии Испании в реестр религиозных организаций.
22 февраля 2008 года сотрудники милиции и прокуратуры Кировского района провели обыск в санкт-петербургском офисе Церкви саентологии, в ходе которого были изъяты две коробки с записями исповедей членов организации. Причиной проверки послужила жалоба бывшего саентолога, опасавшегося, что его личные данные могут быть использованы организацией.
4 июля 2008 года постановлениями судьи Кировского районного суда Санкт-Петербурга действия сотрудников правоохранительных органов по изъятию документов, содержащих конфиденциальные сведения в отношении членов Церкви саентологии были признаны незаконными и не обоснованными. Суд обязал должностных лиц, организовавших проведение обысков, устранить допущенные нарушения.
В отчёте Федеральной службы защиты конституции Германии за 2009 год указано, что федеральное правительство Германии, а также власти земель, в той или иной степени следят за саентологами (силами спецслужб). В результате не было предъявлено никаких обвинений. Саентологам не удалось добиться снятия наблюдения на федеральном уровне, так как суд посчитал, что есть указания на то, что деятельность саентологов антиконституционна.
25 мая 2009 года во Франции начался суд над «Церковью саентологии» по обвинению в организованном мошенничестве. 17 октября 2013 года Кассационный суд Франции отклонил ходатайство сайентологов и признал их руководителей виновными в организованном мошенничестве. Её руководителей приговорили к двум годам заключения с отсрочкой исполнения приговора и к штрафу в размере 30 тысяч евро, а две структуры саентологов обязал выплатить штраф в 200 тысяч и 400 тысяч евро.
В сентябре 2009 года Европейский суд по правам человека принял решение в пользу саентологических центров в Сургуте и Нижнекамске, которые государство отказывалось регистрировать как религиозные организации. Суд признал, что имело место нарушение права на свободу вероисповедания — статьи 9 Европейской конвенции по правам человека, — и постановил, что власти должны выплатить каждой организации по 10 000 евро и либо зарегистрировать эти религиозные организации, либо убрать упоминание о необходимости 15-летнего срока из Федерального закона.
26 марта 2010 года Сургутский городской суд Ханты-Мансийского автономного округа — Югры признал ряд материалов саентологов авторства Рона Хаббарда экстремистскими и постановил внести их в Федеральный список экстремистских материалов; 12 октября 2010 года Ханты-Мансийский окружной суд отменил решение Сургутского городского суда о признании материалов основателя Саентологии Рона Хаббарда экстремистскими и отправил дело на новое рассмотрение. 14 апреля 2011 года все эти материалы были исключены из Федерального списка экстремистских материалов по повторному определению Сургутского городского суда.
12 апреля 2011 года суд Нового Уренгоя, рассмотрев заявление прокурора о признании книги Л. Рона Хаббарда «Страницы жизни» экстремистским материалом, не нашёл для этого оснований и принял решение отказать в иске. 30 июня апелляционная инстанция в Салехарде оставила это решение без изменения.
29 июня 2011 года Щёлковский городской суд Московской области признал экстремистскими 7 работ Рона Хаббарда.
20 марта 2012 года Московский областной суд при рассмотрении кассационной жалобы саентологов подтвердил правомерность решения Щёлковского городского суда. Согласно решению областного суда, книга «Что такое саентология?» и некоторые другие брошюры Р. Хаббарда подлежат включению в Федеральный список экстремистских материалов и запрету к распространению на территории Российской Федерации. Признание саентологических материалов экстремистскими обжаловано в ЕСПЧ. 30 августа 2017 года Европейский суд коммуницировал жалобу, запросив мнение российских властей. 14 декабря 2021 года ЕСПЧ признал, что «не были представлены свидетельства того, что запрещённые тексты содержали оскорбления, насмешки или клевету в отношении людей, не принадлежащих к саентологам, или оскорбляли их святыни», а следовательно решение о запрете материалов нарушило статьи 9 и 10 Европейской конвенции.
В 2012 году суд Куйбышевского района Санкт-Петербурга, рассмотрев заявление прокурора о признании книг Рона Хаббарда «Дианетика: эволюция науки» и «Самоанализ» экстремистскими материалами, не нашёл для этого оснований и принял решение отказать в иске, не признав материалы Рона Хаббарда экстремистскими. В 2013 году апелляционная инстанция оставила это решение без изменения.
31 мая 2012 года в Санкт-Петербурге сотрудники Северо-Западного таможенного управления Федеральной таможенной службы России задержали груз с саентологической литературой, буклетами и компакт-дисками, выпущенными датской "Издательской группой «New Era», аффилированным с Церковью саентологии, которые находятся Федеральном списке экстремистских материалов. А в настоящее время следственным отделом по г. Щёлково Главным следственным управлением Следственного комитета РФ по Московской области в отношении российского представительства издательской компании «New Era», осуществляющего пересылку и распространение указанных выше материалов, возбуждено уголовное дело по части 1 ст. 282 УК РФ («возбуждение ненависти либо вражды, а равно унижение человеческого достоинства»).
7 июня 2012 года в Калининграде было возбуждено уголовное дело против руководителя тренинговой компании, являющейся членом Международного института саентологических предприятий (WISE) и использующей сайентологические технологии управления в персональном консультировании для предпринимателей — руководителей и сотрудников фирм. Его подозревают в незаконном предпринимательстве. По предварительным данным, доход компании от незаконной образовательной деятельности в год составлял от 2 до 4 млн рублей.
15 ноября 2012 года Агентство по делам религий лишило Церковь саентологии статуса религиозного объединения на территории Республики Казахстан.
21 августа 2013 года Московский городской суд в своём определении оставил без изменения решение Гагаринского районного суда, подтвердив законность вынесенного Главным управлением Министерства юстиции Российской Федерации по г. Москве предупреждения «Саентологической церкви г. Москвы» о несоответствии её деятельности указанной в уставе требованиям Федерального закона «О свободе совести и о религиозных объединениях»: в её наименовании не содержится указания на организационно-правовую форму и вероисповедание, а также осуществляется деятельность за пределами установленной территории. Также было выявлено, что слово «саентология» является зарегистрированным товарным знаком, правообладателем которого является «Центр религиозной технологии» расположенный в США, что «противоречит требованиям статьи 28 Конституции Российской Федерации, гарантирующей каждому свободу совести и вероисповедания», поскольку «одновременное использование указанного слова в качестве наименования вероисповедания ограничивает права третьих лиц». Также было установлено нецелевое расходование денежных средств организации в размере более 68 млн рублей. Кроме того, Главным управлением Министерства юстиции Российской Федерации по г. Москве было принято решение о проведении государственной религиоведческой экспертизы. Верховный Суд Российской Федерации отклонил жалобу адвокатов саентологов о недопустимости проведения религиоведческой экспертизы. 1 июля 2015 года Измайловский суд Москвы отклонил жалобу Саентологической церкви Москвы на отказ Министерства юстиции в регистрации устава. 3 ноября 2015 года Московский городской суд возобновил слушание дела по иску Министерства юстиции Российской Федерации о ликвидации «Саентологической церкви Москвы». 23 ноября 2015 года по иску Министерства юстиции Московский городской суд принял решение о самоликвидации в течение полугода «Саентологической церкви Москвы», признанной нарушившей Федеральный закон О свободе вероисповедания и религиозных объединения в Российской Федерации. 29 июня 2016 года Верховный Суд Российской Федерации подтвердил решение Московского городского суда. 21 сентября 2016 года Конституционный Суд Российской Федерации отказал представителям Саентологической церкви Москвы в удовлетворении жалобы на положения части 5 статьи 11, статьи 12, частей 3 и 4 статьи 27 федерального закона «О свободе совести и о религиозных объединениях», устанавливающие перечень документов, необходимых для регистрации религиозной организации, и определяющие основания для отказа в регистрации. Решения российских судов (Гагаринского, Измайловского районных судов Москвы, Мосгорсуда, Верховного Суда РФ) — о вынесении предупреждения, об отказе в государственной регистрации, о ликвидации Саентологической церкви Москвы — обжалованы в ЕСПЧ, который 30 августа 2017 года принял жалобы к рассмотрению и коммуницировал их, запросив мнение российских властей. 14 декабря 2021 года ЕСПЧ указал, что «с 1994 по 2014 год российские власти не отрицали религиозной природы организации саентологов», а «претензии формального характера не давали оснований для таких кардинальных мер как ликвидация организации». ЕСПЧ признал, что решения российских судов нарушили статьи 9, 10 и 11 Европейской конвенции, и обязал Россию выплатить заявителям 5000 евро в счёт судебных расходов и 7500 евро в качестве компенсации морального ущерба.
В 2013 году, после пятилетнего судебного разбирательства, начатого Луизой Ходкин, которая желала сочетаться браком в часовне церкви, Верховный суд Великобритании признал, что саентология является религией. Согласно решению суда, орган по регистрации актов гражданского состояния теперь должен признавать законными браки, заключённые в часовнях Церкви саентологии.
В мае 2014 года дочь казахской предпринимательницы Дины Тылевич Ригина уехала на год в саентологический центр в Клируотере, однако не продлила визу и находилась в США нелегально. По словам Дины, она занималась саентологией и внесла 60 000 долларов за «медицинское обучение» для дочери. В 2015 году Дина покинула саентологию, после чего дочь в телефонном разговоре назвала её «подавляющей личностью» и «врагом религии». Тогда родители Ригины начали акцию в соцсетях и обратились за помощью к президенту страны. К делу подключился Комитет национальной безопасности Казахстана. Летом 2016 года Ригина вернулась домой, а в некоторых офисах саентологов в Казахстане были проведены обыски.
2 октября 2014 года Церковь саентологии Санкт-Петербурга выиграла дело в Европейском суде по правам человека. Суд постановил, что имело место нарушение права на свободу вероисповедания — статьи 9 Европейской конвенции по правам человека: шесть отказов в государственной регистрации не были основаны на доступном для понимания и предсказуемом толковании национального законодательства. ЕСПЧ обязал российские власти выплатить 7500 евро в качестве компенсации ущерба. В феврале 2015 года это решение ЕСПЧ было подтверждено и вступило в законную силу.
29 июня 2015 года Октябрьский районный суд Петербурга повторно отказал в признании незаконным отказа в регистрации Саентологической церкви Санкт-Петербурга, несмотря на решение ЕСПЧ. Суд заявил, что помимо тех оснований для отказа в регистрации, которые Европейский суд признал незаконными, формально имелись и другие основания, а потому оставил в силе свой предыдущий отказ. Решение обжаловано в ЕСПЧ, и жалоба коммуницирована властям РФ.
17 августа 2015 года сотрудники Главного следственного управления Следственного комитета России и Главного управления по противодействию экстремизму МВД России провели обыск в головном отделении «Саентологической церкви Москвы» по адресу улица Таганская, дом 9, во время которого в комнатах для проведения личных бесед (исповеди) с адептами «были обнаружены незаконно установленные предметы системы аудио-видео-контроля, состоящей из акустических микрофонов и видеокамер, относящихся к категории специальных технических средств, предназначенных для негласного получения информации», что привело к возбуждению уголовного дела «по признакам преступления, предусмотренного ст. 138.1 УК РФ (незаконный оборот специальных технических средств)». 30 октября обыски были проведены в пяти саентологических центрах в Москве и Подмосковье ("Центр просвещения и социальной адаптации «Нарконон-стандарт» в Каширском проезде, дом 5, Центр антикриминального просвещения и социальной реабилитации правонарушителей «Криминон», Центр по распространению технологий дианетики и сайентологии «Миссия Битца» в Костомаровском переулке, «Прикладное образование Содружества Независимых Государств» на Мещанской улице, Центр управления деятельностью по распространению дианетики и сайентологии в Щёлковском районе, «Антинаркотическое просвещение и реабилитация. Нарконон-Южный» в Подольском районе), в ходе которых были выявлены многочисленные скрытых камер видеонаблюдения, диктофоны и другая записывающая техника, а также изъяты документы, которые свидетельствуют о финансовых махинациях со стороны высокопоставленных саентологов, по факту которых были возбуждены уголовные дела по статьям 138.1 и 282 УК РФ.

## Саентология и общество
В саентологии считается, что ответственность каждого саентолога — не только улучшаться самому, но и улучшать общество вокруг себя; общество и человечество — часть восьми динамик, по которым саентолог должен расширять свою область ответственности. Саентологи считают, что если не предпринимать никаких усилий по улучшению общества, оно уничтожит само себя, например, путём применения ядерного оружия (такова саентологическая версия Апокалипсиса). Заявленные цели саентологии — «цивилизация без безумия, без преступности и войн; где мир может процветать и где честные люди могут иметь права, и где человек свободен подняться до бо́льших высот». При этом утверждается, что для достижения этих целей не требуется, чтобы каждый человек стал саентологом, но необходимы активные действия по борьбе с болезнями общества — как через применение технологии Хаббарда, так и обычными средствами. Поэтому саентологи поддерживают светские «гуманитарные проекты» и «социальные программы», которые не требуют от участников становиться саентологами или даже разделять саентологические взгляды на жизнь. «Гуманитарные проекты» — это просветительские кампании о вреде наркотиков, о Всеобщей декларации прав человека, движение саентологических волонтёров, а «социальные программы» — это реабилитация преступников и наркозависимых, повышение грамотности населения. «Социальные программы» координирует основанная в 1988 году «Ассоциация по улучшению жизни и образования» , в неё входят «Нарконон», «Криминон», «Прикладное образование» и фонд «Дорога к счастью»; все они используют «технологии» Л. Рона Хаббарда исключительно в нерелигиозных благотворительных и просветительских целях.
Религиовед Джеймс Льюис отмечает, что, хотя критики и считают социальные проекты Церкви саентологии лишь кампаниями по улучшению её репутации в глазах общества, удивительно, насколько мало внимания Церковь саентологии уделяет «пиару» своей социальной деятельности. Скорее, идеи Хаббарда получили «естественное продолжение» в виде таких социальных проектов, как «Нарконон» и «Всемирная кампания по борьбе с неграмотностью» (в ходе которой саентологи знакомят жителей неблагополучных районов с «технологией обучения» Хаббарда). Датские специалисты — историк религии Питер Андерсен и социолог Ри Веллендорф — отметили, что саентологи создают и поддерживают такие проекты, которые призваны повышать способность отдельного человека к разумному мышлению, а не изменять структуру собственности в обществе. Религиовед Дональд Вестбрук сообщает, что почти все саентологи, которых он опрашивал в ходе своего социологического исследования, были задействованы в благотворительных проектах: некоторые лишь жертвовали на эти цели, но многие так или иначе работали своими руками — раздавали брошюры о правах человека, читали лекции о вреде наркотиков в школах, были волонтёрами в местах бедствий и т. п.

### «Нарконон»
Программа по профилактике наркомании и избавлению от алкоголизма и наркомании, основанная на работах Хаббарда. Существует с 1966 года.
Профилактическая часть «Нарконона» заключается в чтении лекций о вреде наркотиков и алкоголя, а также в организации антинаркотических акций. С 2006 года для этих целей существует отдельная кампания «За мир без наркотиков». Репортёр Том Вайлмон отмечает со слов директоров школ, где проходили лекции в рамках этой кампании, что лекции «очень информативны, наглядно демонстрируют последствия приёма наркотиков и не содержат религиозного подтекста».
Программа «Нарконона» основана на утверждении Хаббарда о том, что накопленные в организме наркотики и токсичные вещества препятствуют духовному развитию, и состоит из физических упражнений, богатой витаминами диеты, посещений сауны, а также упражнений по общению; программа не включает приём каких-либо медикаментов, обычно используемых для лечения наркомании, поскольку саентологи считают, что сами эти медикаменты могут наносить не меньший вред, чем наркотики. Религиовед Г. А. Кукушкина отмечает, что вся программа направлена на преодоление «ломки» и осмысление понятий чести, нравственности, контроля над жизнью.
Критики саентологии утверждают, что программа «Нарконон» неэффективна. В частности, профессор психиатрии из Центра медицинских исследований марихуаны при Калифорнийском университете в Сан-Диего утверждает, что у него нет информации, которая подтверждала бы, что пребывание в сауне может вывести из организма хоть какие-нибудь токсичные вещества. С другой стороны являющиеся саентологами актриса Кёрсти Элли и музыкант Ники Хопкинс, сообщали о положительных результатах прохождения этой программы.

### «Криминон»
Основная статья: «Криминон»
Программа по реабилитации преступников, основанная в 1970 году на работах Хаббарда. По всему миру действует более двухсот реабилитационных центров «Криминон», в том числе в некоторых тюрьмах, например, во Флориде и Вашингтоне. Хаббард считал, что человек становится преступником после потери самоуважения, поэтому программа направлена на то, чтобы самоуважение восстановить. Кроме того, к заявленным целям программы относится повышение грамотности и способности взаимодействовать с окружающими, также заключённого призывают сменить круг общения после выхода из тюрьмы. По утверждению репортёра Марлоу Стерна, на сайте «Криминона» указано, что после завершения программы вероятность рецидива преступлений снижается с 80 % до нуля, однако эти цифры невозможно проверить, так как «Криминон» не разрешает проводить независимые экспертизы.
Одноимённая организация внедряет программу «Криминон» в тюрьмах и школах под предлогом профилактики правонарушений. В Новосибирске прокуратура пыталась закрыть местный центр «Криминон», однако саентологи выиграли дело, и центр продолжает функционировать.

### «Прикладное образование»
Основная статья: «Прикладное образование»

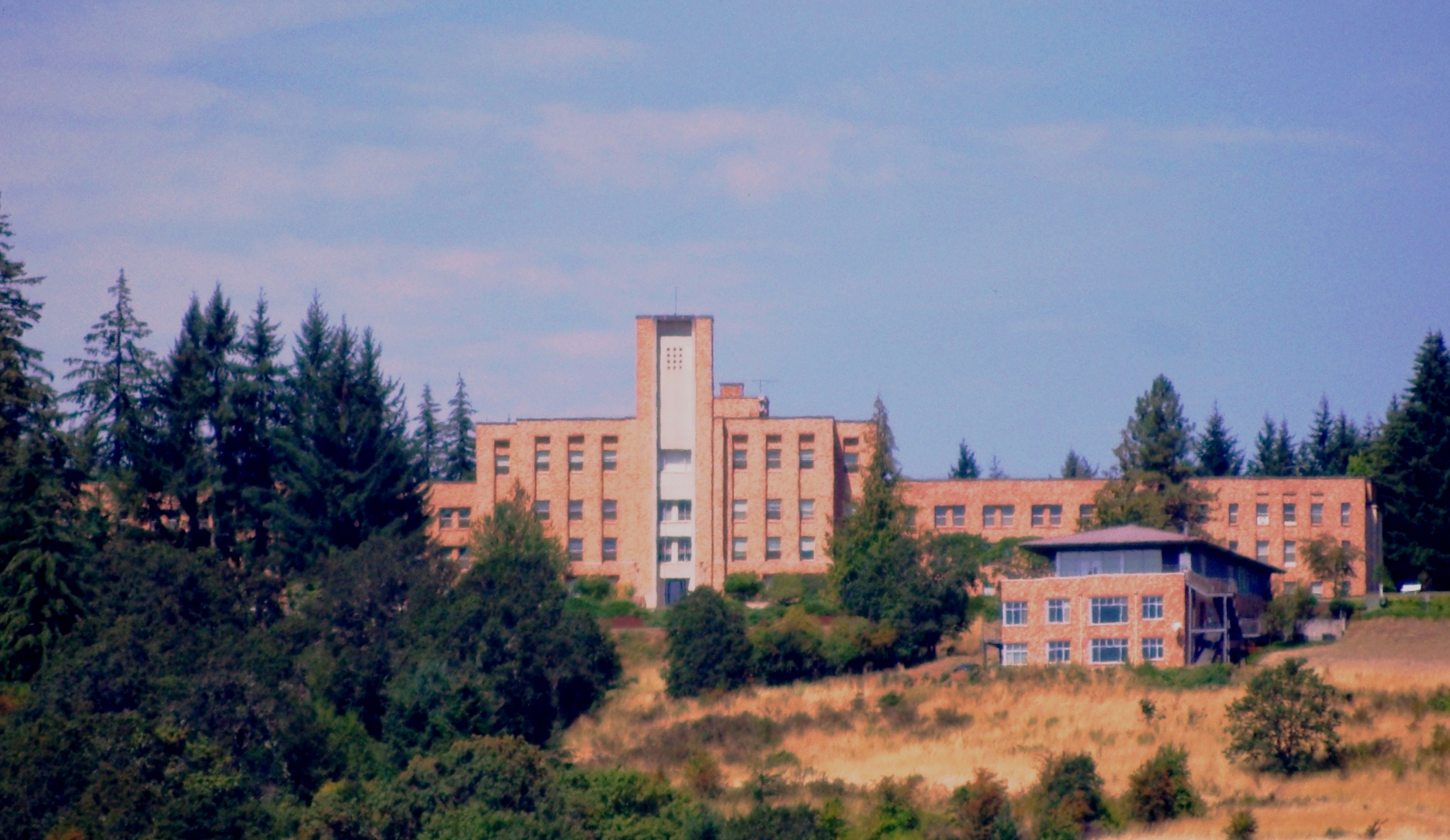
Главное здание сети школ «Дельфи». Шеридан, штат Орегон.

«Прикладное образование» — система школ и детских садов, работающих по «технологии обучения» Хаббарда, с заявленной целью «способствовать повышению качества образования и развитию навыков обучения». Среди них наиболее известна сеть школ «Дельфи» в США. В России действует несколько подобных центров, причём в Москве и Челябинске в отношении них ведутся судебные разбирательства.

### «Дорога к счастью»
Основная статья: Дорога к счастью

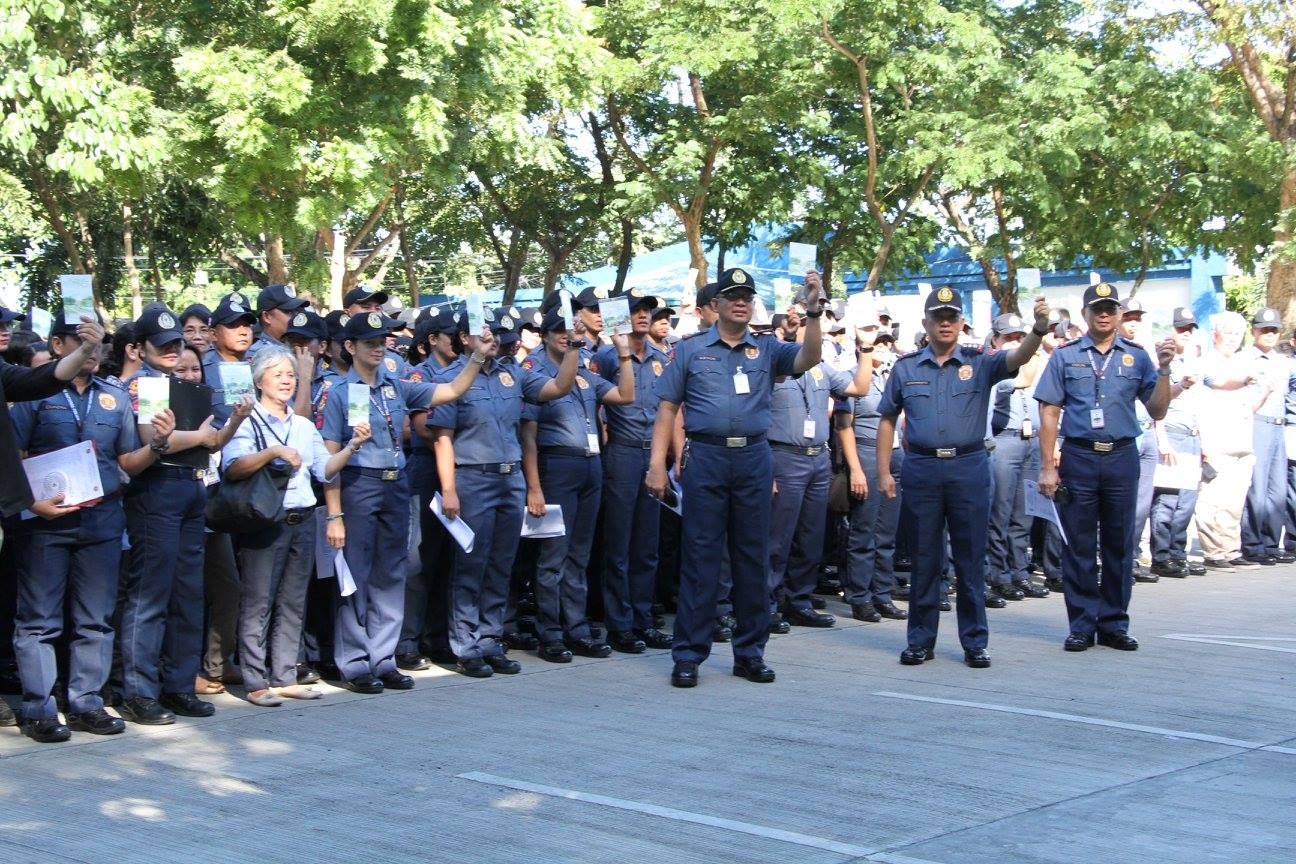
Сотрудники полиции Филиппин с брошюрами «Дорога к счастью»

Саентологи часто организуют кампании по распространению брошюр «Дорога к счастью» — нерелигиозного морального кодекса поведения, написанного Хаббардом в 1981 году. Немецкий религиовед Марко Френчковский в 2010 году охарактеризовал эту брошюру как «этику здравого смысла», «интересный эксперимент по межрелигиозной этике». Распространением брошюр в числе прочих занимаются некоторые саентологи-знаменитости, в частности, музыкант Айзек Хейз и актёр Том Круз. В некоторых странах, например, в Колумбии, Мексике и на Филиппинах, брошюры распространяют сотрудники полиции. С другой стороны, в Латвии в 2014 году было запрещено распространение «Дороги к счастью» в школах. Для координации деятельности по распространению брошюр «Дорога к счастью» в более чем 170 странах создан одноимённый фонд, заявленная цель которого — «Возродить моральные устои общества, распространяя моральный кодекс, содержащийся в брошюре „Дорога к счастью“». Брошюра занесена в Книгу рекордов Гиннесса как работа, переведённая на самое большое количество языков.

### Саентологические волонтёры

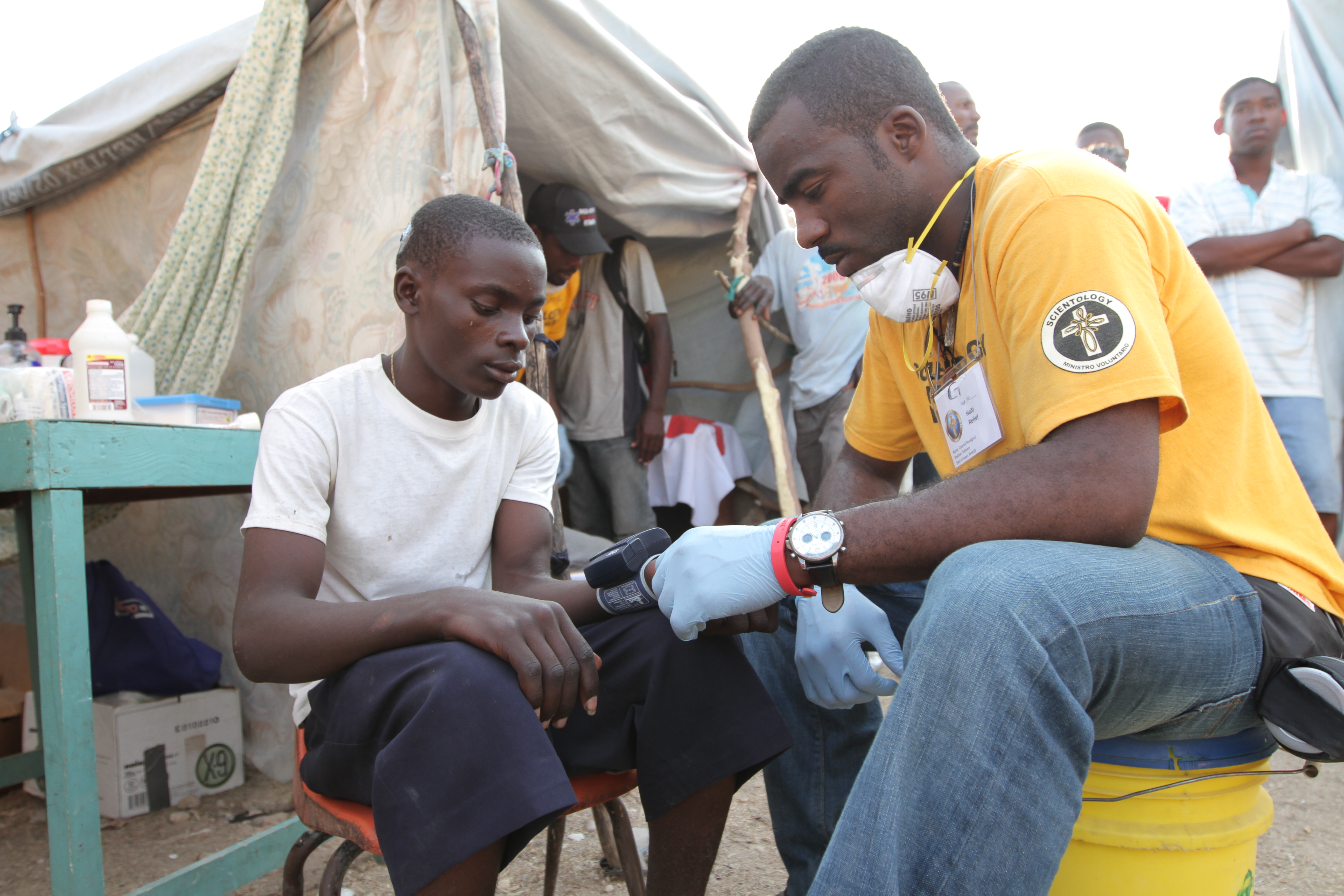
Саентологический волонтёр оказывает медицинскую помощь. Гаити, 2010 год.

Существующее с 1976 года волонтёрское движение, участники которого выезжают в места бедствий и катастроф, чтобы оказывать помощь. Саентологические волонтёры вели деятельность в Нью-Йорке после терактов 2001 года, в районе разрушений после цунами в Индийском океане 2004 года, в Мьянме после циклона Наргис в 2008 году, на Гаити после землетрясения 2010 года и в других местах бедствий. Репортёр Патрик Уинн на портале GlobalPost утверждает, что, по оценкам Церкви саентологии, движение саентологических волонтёров в 1995 году насчитывало 6000 участников, а в 2005 году — 350 000. Участники движения помогают жертвам катастроф оправиться от потрясений, проводя «ассисты» — методики, которые, по утверждениям саентологов, помогают человеку преодолеть физические и духовные страдания. Саентологи считают, что «тэтан» (бессмертный дух, душа человека) остался в травмирующем событии, и стремятся «привести его в настоящее время», то есть восстановить его связь с телом в настоящем времени.
Помимо «ассистов» саентологические волонтёры выполняют разнообразные работы по непосредственному устранению последствий катастроф: разгребают завалы обломков, перетаскивают трупы, помогают врачам, снабжают пострадавших питьевой водой и пищей и т. п. По утверждению Мриду Куллара Релпа, репортёра портала GlobalPost, в Индии саентологические волонтёры работают точно так же, как Красный Крест и ЮНИСЕФ. По сообщению газеты New York Times, в день терактов 2001 года более 100 саентологических волонтёров доставляли еду тем, кто работал на разгребании завалов, а в общей сложности более 800 саентологических волонтёров работали бок о бок с Американским Красным Крестом и Армией спасения, за что получили благодарственное письмо от Пожарного департамента Нью-Йорка.
Критики саентологических волонтёров, в частности, интернет-сообщество «Анонимус» и Президент Американской национальной ассоциации психического здоровья Майкл Фаенца, утверждают, что они «не оказывают вообще никакой помощи в области психического здоровья, а только пытаются привлечь новых приверженцев». Репортёр Рэнди Слай в статье на портале Catholic Online приводит как положительные, так и отрицательные свидетельства очевидцев — как то, что саентологические волонтёры прибыли в Гаити неподготовленными, так и то, что они не избегают самой тяжёлой, грязной работы. Репортёр Патрик Уинн в статье на GlobalPost упоминал показания очевидца: «Сначала мы скептически относились к саентологическим волонтёрам, но, работая бок о бок с ними, я не заметил ничего подозрительного, зато видел, что они не боятся запачкать руки, разгребая последствия цунами»; в этой же статье говорится, что саентологическим волонтёрам запрещено убеждать других становиться членами Церкви саентологии. Репортёр Марк Дуглас в статье об урагане Ирма отмечает, что саентологам трудно было бы продать свои услуги жителям бедного квартала Гринвуд в окрестностях Клируотера, однако саентологические волонтёры на протяжении нескольких дней разгребали завалы на улицах и во дворах этого квартала. Репортёр Питер Гудмен в статье в газете Washington Post утверждает, что саентологические волонтёры рассматривают свои методики как инструмент, применение которого не зависит от вероисповедания, уподобляя их «гаечному ключу, которой можно использовать при ремонте механизма независимо от того, сопровождается ли ремонт молитвой».

### Отношения саентологии с другими религиозными объединениями
«Церковь саентологии» сотрудничала, в частности, с Международным обществом сознания Кришны и с Индуистским культурным центром в Ирландии.